# ちむどんどん
『ちむどんどん』は、2022年度前期放送のNHK「連続テレビ小説」第106作で、2022年4月11日から9月30日に放送された日本のテレビドラマである。
沖縄の本土復帰50年を記念し、沖縄本島北部のやんばるを舞台としている。番組制作発表時の公式リリースによると、沖縄料理に夢を懸けるヒロインと強い絆で結ばれた4兄妹の「家族」と「ふるさと」の物語だとされ、公式ホームページなどでの記述でも「本土復帰からの歩みを描く笑って泣ける朗らかな、50年の物語」だと謳っている。
タイトルの「ちむどんどん」とは、沖縄方言で「胸がわくわくする気持ち」を表す。

## 企画・制作
作家の羽原大介の脚本によるオリジナル作品であり、羽原が連続テレビ小説を手掛けるのは、2014年度後期（大阪放送局制作）の『マッサン』以来2作目となる。『マッサン』ではウイスキーづくりがテーマだったが、本作では沖縄料理がテーマとなる。ヒロインはドラマの舞台となる沖縄県出身の黒島結菜で、オーディションを行わずに直接のキャスティングで選ばれた。
制作統括の小林大児チーフプロデューサーは、放送開始前の記者会見で、3人の主人公で100年間を描いた前作『カムカムエヴリバディ』との違いを述べ、「毎朝気持ちよく、一人の主人公に感情移入していくというのが見やすい」「一人の女の子の何十年という歳月を濃く描きたい。100年を描くより、50年を描く方が倍くらい細かく、一見どうでもいいことも描ける。そういうことは（脚本担当の）羽原（大介）さんも大事にしてくれているので、その良さを表現していきたい」と意気込みを語った。
連続テレビ小説で沖縄が主題材・舞台となるのは、2001年度前期の『ちゅらさん』、2012年度後期の『純と愛』以来となる。また、1972年5月15日に沖縄県がアメリカ合衆国の占領下（琉球政府）から、日本に本土復帰して、2022年の同日に満50周年を迎えるにあたり、NHK沖縄放送局が中心となって取り組む「沖縄本土復帰50周年・『つなぐ未来へ』」キャンペーン参加番組の一つとされている。
2021年3月3日に制作が発表され、9月21日にNHK放送センター内のスタジオで撮影がスタートし、黒島は10月5日にクランクインした。
2022年1月19日のNHK総局会見にて、初回放送日が同年4月11日であることが発表された。2020年度前期『エール』が新型コロナウイルスの影響から放送を一時中断したことにより、以降の作品は回数短縮で調整しており、本作品も1週遅れの4月第2週の開始となった。3月14日、主題歌が沖縄県出身の歌手である三浦大知の「燦燦（さんさん）」に決定したと発表された。
なお、連続テレビ小説の放送が週5回体制に移行した『エール』以後も、次週の予告は金曜日の本編終了時ではなく、土曜日の15分ダイジェスト終了時に行われていたが、本作品から金曜日の本編終了時に次週の予告がされるように変更された。さらに、本作から衛星波（BSプレミアム・BS4K）でのその日の本編の再放送、並びに土曜日の15分ダイジェスト版の放送が廃止され、衛星波でのダイジェスト放送分を総合の毎週月曜日4時45分 - 5時に15分ダイジェストの番組の再放送を充当することになった。
また、第1週（4月11 - 15日）のBSプレミアムに限り、朝6時30分 - 6時45分にも本編を先行放送し、従来放送している7時30分 - 7時45分までを再放送として放送した。
7月20日に9月30日をもって最終回を迎えることが同局より発表された。話数を短縮したことにより『エール』から続いていた放送遅延が解消され、次作『舞いあがれ!』は10月3日からの開始になる。
最終回で親戚一同が集まり、優子の誕生会が開かれた「202X年（令和X年）」については、当初は沖縄返還50周年の2022年5月にするつもりだったが主演の黒島が、マスクを付けて集まるのはどうなのだろうと指摘したことをきっかけに、近未来になったという。
8月31日にクランクアップし、9月14日には、『舞いあがれ！』のヒロイン・福原遥とのバトンタッチセレモニーが行われた。
10月13日、比嘉歌子と比嘉賢秀をそれぞれ主人公にした45分ドラマ2つと、兄妹4人を演じた俳優によるトークコーナーで構成された2時間のスピンオフを放送することが発表され、11月6日にBS4Kで、11月12日にBSプレミアムで放送された。
2023年1月19日、公式Twitterアカウントが2023年度前期放送の「らんまん」に引き継がれ、1月31日、公式サイトと公式Instagramアカウントが閉鎖された。

## ロケ地
沖縄県以外のロケ地は、以下の場所が公表されている。
栃木県大田原市
旧須賀川小学校校舎 - 山原小中学校。
埼玉県さいたま市中央区
ジャルダン ド ヨノ - 比嘉一家が史彦に招待された那覇市のレストラン。
千葉県市原市
旧白鳥小学校 - 名護東小学校。
千葉県富里市
堀江ファーム - 猪野養豚場
千葉県南房総市
岩井海岸 - 鶴見沖縄県人会角力大会が開催された海岸。
神奈川県横浜市鶴見区
仲通商店街 - 鶴見編のメインの場所
東京都千代田区
学士会館 - 東洋新聞社屋外観。

## あらすじ
NHKが「沖縄編」「東京・鶴見編」と発表していることから、項目のタイトルはこれに準じる。さらに、ストーリーを明確にするため、「沖縄編」「東京・鶴見編」それぞれに項目独自の区分として「パート」で区切られている。
- 沖縄編は、山原（やんばる）村に暮らす比嘉暢子と家族の暮らしや、東京からやってきた青柳和彦との出会いが描かれた少女時代と、暢子が就職に直面して悩みながら、高校の料理部の活動で夢を見つけて上京する青春時代で構成される。
- 東京・鶴見編では、上京した暢子がイタリア料理店に就職し、店での修行、和彦との結婚、沖縄料理店の開店を経て山原村へ戻るまでの年月が、兄妹たちの物語とともに描かれた。
- 最終週の沖縄編は、山原村に戻った暢子が自宅で食堂を開くまでと、その後の比嘉家が描かれた。

### 沖縄編（第1回-第25回）

#### 幼少期（第1回-第10回）
1964年の沖縄本島北部のやんばると呼ばれる地域。その中の山原（やんばる）村で暮らすサトウキビ農家の次女・比嘉暢子は、お転婆で食いしん坊な10歳の少女だった。子供たちの学用品も満足に買えぬ程に家は貧しかったが、地域の人々と助け合いながら大自然の中で明るくのびのびと過ごしてきた。ある日、暢子らは東京からやってきた中学生・青柳和彦と出会う。当初は当時東京ではすでに放送が開始されていたテレビすらない山原地域の生活が不満で冷淡な態度の和彦だったが、比嘉家で食事をもてなされ、暢子が彼女の父・賢三と作った沖縄そばを食べたことを機に打ち解けていく。そして比嘉家は食事のお返しとして和彦の父・史彦に那覇のレストランに招待され、暢子は次々と出される初めての料理の美味しさに心が踊る。
後日、出稼ぎを予定していた賢三は、農作業中に心臓発作で倒れ、500ドルの借金を残したまま急逝する。一家は更に困窮し、母・優子は土木工事現場で働き始め、子どもたちは家事を分担切り盛りするが、体力の消耗に加えて借金返済を迫る大叔父・比嘉賢吉夫婦の督促や、一部の生徒からの貧乏をやゆしたいじめなどが一家を苦しめ、やがて優子は貧血で倒れる。折しも東京に住む賢三の叔母から4兄妹のうち1人だけ引取りたいと申し出があり、きょうだいたちは嫌がるなか暢子は本心を押し殺して志願する。帰京する青柳親子に伴われ別れのバスに乗った暢子だったが、追いかけて来るきょうだい達を見て家族と離れたくないと考え直し、優子も子どもは手放さないと考えを改める。
こうして比嘉家は一丸となり7年後の1971年、暢子は17歳に成長する。

#### 高校時代（第11回-第25回）
同年9月、暢子は地元の大手企業である眞境名商事への就職が内定し、出張で各地を飛び回ることを夢見る。しかし兄・賢秀が同社の社長の息子・眞境名英樹に暴力を振ったことを機に謝罪で会社を訪れた暢子は、実際は若い女性であることを理由に事務所でのお茶出しや給湯室の掃除が主な仕事と知って落胆し、迷いが生じる。そんな中、友人・前田早苗とハンバーガーショップで食事中に英樹に絡まれ、彼から社員との玉の輿目当ての応募と言われた暢子は殴りかかろうとするが、この件が会社に知られて内定取消しを受ける。暢子は再度優子と謝罪に会社を訪れるが、そこで社長と専務から女性を蔑視する発言を聞き、啖呵を切って自ら内定辞退を言い渡す。就職活動を続けながらも、やりたいことや将来なりたい物が見つからず、もやもやした気持ちを抱える中、暢子は料理部部長を務める早苗から、「北部産業まつり」で行われる地元の高校料理部対抗の料理コンテスト「ヤング大会」の助っ人を頼まれる。そして日頃の家事で料理を担当し食べた物を記録している経験から「山原そば」を考案し、部員らと本番に挑む。大会開始までにスープが出来上がらず出足が遅れたり、大会出資者の娘が部長を務めるライバル校を勝たせたい主催者側の事情で急遽ブースを不利な場所へ移動させられたり、不手際でスープを失い急遽メニューを「山原ナポリタン」に変更といったアクシデントを乗り越えて暢子らは優勝。この大会で暢子は他者に料理を食べてもらえる楽しさを知る。表彰式の壇上でマイクを渡された暢子は、観衆の拍手喝采を受け「レストランの料理人になりたい」と宣言する。
それを見た家族は暢子を応援し銀座のレストラン修行のための東京行きを容認するが、同じ頃に賢秀が儲け話に騙され、優子が親戚中から借りた金を含めた960ドルを失う。返済を迫る賢吉の反対もあり暢子は泣く泣く夢を断念。責任を感じた賢秀は金を倍にして返す旨の書き置きを残し家出する。
翌年2月、卒業後は地元の食品会社への就職が決まった暢子は、高校最後の春休みは東京に行きたいと望む。しかし姉の良子に貧しい現実から反対されて喧嘩となる。反省した良子は家族に内緒で暢子のために勤務先から300ドルを借り、時同じくして優子も給与300ドルを前借りして賢吉への返済に当て暢子の夢を許諾するよう頭を下げる。その最中、賢秀から、東京でプロボクサーになり稼いだ現金60万円が届き、比嘉家の借金は完済、暢子の上京資金も出来る。
数ヶ月経ち沖縄が本土復帰する5月15日、暢子は家族らに見送られ、山原村を旅立ち東京へと向かう。

### 東京・鶴見編（第26回-第120回）

#### アッラ・フォンターナでの過酷な修行（第26回-第55回）
1972年5月、東京・銀座に降り立ちビル街と人混みに圧倒される暢子だったが、進学のため一足先に上京した早苗に連れられイタリアンレストラン「アッラ・フォンターナ」で食事をし、美味しさに感動する。その後暢子は、賢秀が所属するボクシングジムを訪れるが、そこで仕送りはジム会長から前借りした金であることや、ジム仲間達からも借金したまま彼は逃亡したと知る。賢秀が飲みに行っていたとの情報を受け暢子は神奈川県横浜市鶴見区へ探しに向かうが、手がかりは得られぬまま夜となり、あてもなく彷徨う。しかし、たまたま雨宿りしたのが鶴見沖縄県人会長・平良三郎の家で、事情を話し世話になり、翌日には料理人修行先としてアッラ・フォンターナへの紹介状をもらい、オーナー・大城房子に課されたテストに辛うじて合格し採用される。三郎の手配で下宿先も決まった暢子は偶然賢秀と再会するが、翌朝彼は暢子の金を持ち出し再び姿を消す。こうして暢子はアッラ・フォンターナでの修行が始まる。
房子に10日連続出勤を命じられ皆勤した暢子は、ある日、賄い料理を作るのが昇格のチャンスと知る。そこで暢子は房子に掛け合うが、時期尚早を理由に冷たく断られる。暢子は憤り房子に対して暴言を吐き、暢子が勝ったら賄い作りを許可、負けたらクビが掛かったペペロンチーノ作り対決を挑む。結果、暢子が研究を重ね作り上げたペペロンチーノは店の料理人達から好評を得るものの、房子が圧勝する。改めて房子の元で修行したい気持ちが強くなった暢子は必死に彼女に頭を下げ、数々の条件付で存続が認められ、更に賄い作りも許可が下りる。
その頃、山原村の比嘉家は、賢秀が上塗りした借金返済に悩むなか、良子が製糖工場の御曹司・喜納金吾に求婚される。思いを寄せる勉強会仲間・石川博夫に相談するも彼の本心は聞けず自分で決めることと返され、家のために金吾との縁談を受け入れる良子だったが、土壇場で博夫からの告白と幸せにする決意を聞き、金吾に謝罪し破談する。半年後、周囲に祝福されながら良子と博夫は結婚する。
1973年10月、暢子は店で前菜の一部を任されるまでに成長するが、接客が苦手であった。日頃から暢子の社会的常識やイタリア料理についての知識不足が気になっていた房子は、彼女をクビにし、再雇用の条件に東洋新聞社でボウヤとして働くことを挙げる。暢子は新聞社で働く中、記者になり学芸部に移動してきた和彦と偶然再会、更に偶然にも暢子の下宿先の隣部屋に転居して来る。デスクの田良島甚内に常識を教え込まれ四苦八苦し、イタリア料理の名シェフ・アレッサンドロ・タルデッリの取材に難航する和彦を手伝い半月後、暢子がある程度の常識や知識を身につけたことを確認した房子は暢子を店に呼び戻す。
同じ頃、暢子の高校3年生の妹・歌子は、歌手のオーディションを受験するも、二次審査の最中に持病の発熱で倒れ失格する。歌子が落ち込むなか、出産のため里帰りしていた良子の陣痛が始まり、歌子の歌に支えられながら無事に長女・晴海を出産する。この経験で歌への情熱はそのままで強い叔母になることを誓った歌子は、1974年4月、地元の運送会社の事務員に就職する。
1974年、暢子は前菜の担当となるが、新しい味にした方が良いと考え勝手にアレンジを加えるが料理長の二ツ橋光二に苦言を呈される。理解出来ない暢子は、房子から知人・我孫子ヨシが鶴見で経営するおでん屋台のテコ入れを命じられる。暢子は屋台のメニューをイタリア風おでんに一新させ、当初の売上は好調であったが、食した房子の予言通り徐々に客足は遠のいていく。迷った暢子は、平良からの「入口に戻る」とのアドバイスや二ツ橋や和彦からの言葉を思い出し、基本のおでんを作り、更に幼少期に賢三から出汁の大切さを教わったテビチを加える。結果、鶴見の人々にテビチ入りおでんは好評となり店は盛況。基本の大切さを理解した暢子は房子からアッラ・フォンターナに戻ることを許される。
同時期、暢子は優子の証言で房子は嘗て暢子を引き取ろうとした賢三の叔母であることを知る。また、逃亡の末に辿り着いた千葉県の養豚場でも借金をして逃げ、東京で商売を始めた賢秀と偶然再会する。商売仲間の我那覇からテレビコマーシャル資金に15万円の出資を求められた賢秀は優子に泣きつき工面するが、再び彼に持ち逃げされる。ひどく落ち込んだ賢秀だったが、暢子から「テビチ」を出され幼い頃の思い出を聞き、再び養豚場に戻り働き出す。
修行を始めて5年目となった1976年秋、暢子は房子から新メインメニューの考案を命じられ、採用されたら店の花形であるストーブ前の役目を任されることとなる。同時期、実家の店の後継のため房子に退職を示唆した二ツ橋は、彼女にあっさり承諾されたことにショックを受け、同日夜に酩酊し、一方的に三郎を殴り飛ばす。翌日、二ツ橋は三郎に謝罪し和解、房子に退職届を提出する。数日後、暢子は二ツ橋との会話で、二ツ橋は房子に恋をしていることや、昔求婚したが房子は嘗ての恋人である三郎を忘れられず断られたことを聞く。
一方、歌子は頻繁に発症する発熱で会社を休みがちとなり退職。優子と上京し大病院で検査をするが原因不明と診断される。不安から自棄になり感情を爆発させた歌子だったが、優子の「生きてくれればそれだけで幸せ」との説得に落ち着きを取り戻す。
そんな歌子の好物のイカスミジューシーからヒントを得て、暢子は新たなメニューにイカスミパスタを考案し房子に認められる。また、二ツ橋は実家の後継が先送りとなり、引き続き房子の元で働くこととなる。
1977年6月、二ツ橋が急遽入院し、暢子は房子から1ヶ月間シェフ代行を命じられる。しかし料理人らは女性の末端料理人でオーナーの親戚である暢子が指名されたことにやっかみ、厨房内は不和に転じる。たまたま上京した賢秀から「何があっても謝らない」とアドバイスされ実行した暢子だったが、房子から「シェフ失格」の烙印を押されかけるなど状況は更に悪化する。三郎や二ツ橋に相談し自分らしさを活かして仕事に取り組むことにした暢子は、優子に自分の長所を問い「素直に謝り、お礼を言える」という答えを引き出す。翌朝出勤した暢子は従業員達に前日の横柄な態度を謝罪し協力を求め、覚悟を認めた房子からも「行動で示すように」と自分なりの答えを見出したと評価される。謙虚な姿勢で接するようになったことで仲間達も協力的になり、厨房内は円満に変化する。
シェフ代行を務め上げた暢子は視野が広がり仕事に楽しさを見つけ、店や仲間や客の笑顔がますます好きになる。
その頃、晴海出産後より教員への復帰を望み続ける良子は、博夫に打ち明けるも石川家の祖父や親戚の反対を懸念し難色を示される。良子が母校の小学校から打診を受け離婚覚悟で晴美を連れ実家に戻ったことから、博夫は祖父の小太郎と叔父の修の説得に挑むが2人はあくまで「長男の妻として家庭に入るべき」との考えから復職に反対する。優子の理解もあり良子は小学校教員に復帰するが、良子と晴海は山原で、博夫は那覇に残り、夫婦離れての生活を始める。

#### 仕事と婚活（第56回-第75回）
1978年、仕事が恋人と宣言する暢子は、幼馴染の砂川智から遠回しに求婚されて困惑する。同時期、和彦が恋人の大野愛と婚約したことを知った暢子は動揺し、今までに無い感情が芽生える。一方和彦は、愛との結婚について違和感を感じ始める。ある日、和彦と愛が抱き合いキスしそうになる場面を目撃した暢子はショックを受け落ち込む。直後、ひょんなことから房子の酒に付き合い酩酊した暢子は、和彦への感情を吐露し、房子の指摘で和彦に恋をしていることに気づく。以来、仕事も上の空となり失敗を連続する暢子だったが、料理人3人が突然退職し房子が厨房に立つ程の非常事態に忙殺されたことを機に、和彦を諦める決意をし、愛に打ち明ける。しかし、そんな事情を知らない和彦は暢子に積極的に関わり、暢子と愛はそれぞれ複雑な思いを抱えていく。
同じ頃、智が仕事で山原に帰省。彼に恋する歌子は喜びも束の間、智から暢子との結婚に向け動き出していると聞き、ひどく落ち込む。そんな中、上原照賢が突然比嘉家を訪れ、彼の話で賢三が民謡歌手を目指していた過去を知る。そして賢三の師匠である上原の歌唱に感動した歌子は、民謡歌手になる夢を見つける。
数ヶ月後、鶴見沖縄県人会の沖縄角力大会が開催される。大会2連覇していた智は今大会も優勝して暢子に正式に求婚する決意をするが、そのことを知った和彦は暢子が好きである自身の本心に気づく。そして優勝を勝ち取った智から求婚された暢子は頑なに断る。その後、結婚話を反故にし愛と別れた和彦は、暢子に告白する。突然の告白に暢子が動揺している丁度その時、優子の結婚話を耳にした歌子と良子から緊急の電話が来る。動転した暢子は和彦の話を保留にし、急遽山原に帰省することにする。
暢子は賢秀を伴い帰省し、きょうだいが7年ぶりに揃う。しかし優子は子どもたちには内緒で外出中で、きょうだいたちは過去同じ様に度々優子が出かけていたことに気づく。帰宅し子どもたちに詰め寄られた優子は、自身の戦争体験や賢三との馴れ初め、沖縄戦没者の遺骨収集活動に参加していたことを打ち明け、再婚はしないと告げる。賢三に無理をさせていたことに気づいてあげられず、結果として家族を失う経験を子どもたちにもさせたと自責し涙ながらに詫びる優子に、きょうだいたちは、心の中で賢三は生き続けていると返し、亡き人の分まで幸せになることを誓う。ウークイを終えた暢子は、翌日房子との電話の会話で、仕事と恋愛両方掴むよう背中を押される。そして暢子が幼い頃の思い出の海岸で佇んでいると、遺骨収集活動をする男性の取材を終えた和彦が現れ、それぞれ戦争体験者の話を聞いた心境を語らい合う。暢子の手を絶対離したく無いと話す和彦に対し、暢子は和彦と幸せになりたいと求婚、二人は結ばれる。

#### 結婚への道のり（第76回-第90回）
比嘉家の人々に祝福された暢子と和彦だったが、和彦の母・重子は、良家である青柳家との格差を理由に結婚を反対する。憤った和彦は重子に暴言を吐くが、軋轢を無くして結婚したい暢子は、彼女の心を掴もうと毎日弁当を手作りし青柳宅に届ける。しかし重子は弁当に手をつけない。そこで沖縄手料理でもてなそうと準備していた暢子だったが、突然賢秀が現れて醜態を晒し、鉢合わせた重子は呆れ帰る。その後、和彦からの、母への感謝と二人を理解してもらいたいとの手紙を読んだ重子は、暢子が作った弁当に初めて箸をつけるが、反対の意志は変わらない。
同じ頃、家族3人で再び暮らすことを目指す良子は、博夫と共に小太郎達と対峙し、嫁と認めてもらう条件として御三味料理を作って来ることを課されるが、料理が苦手な良子は上手く作れない。それでも徹夜で作り上げた朝、博夫は小太郎らに、妻子を守るために「認めてもらえないなら石川家の敷居を跨がない」と宣言をする。そんな博夫や、良子の仕事を続ける覚悟を聞いた曽祖母のウシは、「いつまでも昔のやり方にこだわって、年配者が将来ある若者を縛ってはいけない」と小太郎らを言い負かす。こうして良子は石川家の一員として認められ、美味しくない良子の御三味料理を一族笑顔で食する。
暢子は気を取り直し、重子をアッラ・フォンターナに招待する。しかし、店は元従業員・矢作知洋が権田興業を相手に起こした借金トラブルに巻き込まれ、房子は代表者の権田正造から強請られる。房子が断った後日、暢子は重子をフォンターナに迎えるが、店内で権田の部下たちの嫌がらせが始まり、重子の心象を更に悪くさせる。嫌がらせはその後も続き、房子は客のために休業を決断する。その夜、房子と酒を交わした暢子は、房子から三郎と結婚に至らなかった経緯を聞き出し、更に三郎から話を聞いた和彦の証言も併せ、互いの思い込みから絶縁状態と知る。房子が権田の要求に応じる覚悟をした朝、暢子はうっかり店のトラブルを三郎の妻・多江たちに漏らす。それを知った三郎は、房子との交渉の場に先に現れた権田と会う。そして戦時中の恩人だった三郎を見た権田は怯み、店から手を引くことにする。
房子と三郎を対面させたいと考えた暢子は、披露宴をフォンターナで挙げようと思案するなか、重子の反対を知った賢秀と良子は、突如青柳家を訪れ重子を説得する。しかし、結果は兄妹喧嘩や失言の連続となり失敗に終わる。その後、再び暢子に招かれフォンターナを訪れた重子は、もてなされた終戦直後の闇市の料理を食して家族3人での幸せな思い出が蘇り、更に家族や思い出を大切にする暢子の話を聞き、結婚を認める気持ちに変化する。こうして後日、暢子と和彦はフォンターナで披露宴を開催。房子と三郎はつつがなく再会を果たす。自身がもてなしたイタリア料理と沖縄料理を食事しながら歓談する人々を見て、房子がスピーチで語ったニーチェの格言「汝の立つところ、深く掘れ、そこに必ず泉あり」が過ぎった暢子は閃き、沖縄料理店を持ちたいと出席者らに宣言する。

#### 「ちむどんどん」開業（第91回-第115回）
暢子が沖縄料理店開店に向け奔走するなか、賢秀は暢子への結婚祝いに一山当てようと、健康ドリンクの販売を始める。しかし房子からネズミ講という犯罪行為と教えられ、運営会社に脱退を願い出た賢秀は、違約金200万円を請求され、抵抗したために拘束される。事態を知った暢子が現場を訪れ店舗購入資金を経営者に渡して賢秀は解放されるが、暢子は経営者の言葉に憤り、同行した和彦と智も加わる大乱闘となる。ことの顛末を知った良子・博夫夫妻の融資で開店の目処が立った暢子だが、先述の乱闘が週刊誌にリークされた和彦は退職に追い込まれる。
その後暢子はフォンターナを退職。賢秀も地道に働こうと考えを改め、狩野養豚場へ再就職する。
心機一転、杉並区の店舗兼住宅に転居した暢子と和彦だったが、暢子が体調不良を訴え妊娠2ヶ月と判明する。報告を受けた房子から開店延期を命じられショックを受けた暢子だったが、優子の勧めで房子と話し合い、条件付きながら許可される。その一つとして信頼できる料理人を探すなか、鶴見で食い逃げをする程に困窮していた矢作と遭遇した暢子は彼を適任者と見込み料理人に誘うが、料理に関わりたくないと断られる。それでも諦めきれない暢子は再び姿を消した矢作を探し出し、フォンターナに連れて行く。房子から経営者として独立の気持ちを汲み取れなかった反省を聞き、互いに謝罪を交わして和解、料理人に復帰したい気持ちを察した二ツ橋から叱咤激励された矢作は、復縁を望む妻のためにもやり直すことを決める。後日、開店準備をする暢子の前に現れた矢作は、数々の条件を提示しながらも彼女の元で働くことを申し出る。
暢子の開店準備は着々と進み、ホール担当の人手不足を補うべく、歌子が上京し一緒に暮らし始める。こうして暢子の沖縄料理店『ちむどんどん』は開店し、雑誌で紹介された反響もあって開店当初から大盛況となる。しかし来店した重子と家政婦の岩内波子は「以前暢子が作った弁当の方が美味しかった」と感想を述べる。以後、客足は減り続け、開店から2ヶ月後には客はゼロ、ちむどんどんは赤字になる。打開策は見つからず苦悩する暢子は、和彦の説得を受け入れ店を休業する。しかし、イタリア旅行から帰国した房子と会食し、彼女からのアドバイスや、偶然その場に現れた賢秀と同行していた猪野養豚場経営者・猪野寛大の話を聞きヒントを得た暢子は、後日東京観光でやって来た優子の手作り弁当を食し、東京の味覚に合わせようとして沖縄料理の素材の良さを失わせていたと気づく。以後暢子は矢作と研究を重ねメニューを改良し、ちむどんどん営業再開を決めるが、沖縄産の豚肉が入手出来ず目玉商品となる沖縄そばの味がいまひとつなことに悩む。その最中、自身の暗い過去をめぐり賢秀と喧嘩し家出中の寛大の娘・清恵は、ちむどんどんの前を通りすがり、賢秀から以前聞いた暢子の店と直感し立ち寄る。暢子の悩みを知った清恵から、たまたま持っていた猪野養豚の豚肉をもらい、調理した沖縄料理は劇的に味が良くなるが、清恵は素性を明かさず立ち去ったために入手先は解らずじまいとなる。一方、賢秀は清恵を探し出し、自身の思いを告白して帰宅を促す。一時は戸惑い賢秀に別れを示唆した清恵だったが、彼の思いに応えて帰宅し、二人は結ばれる。
こうして理想の豚肉の仕入れが可能となり、1979年12月2日にちむどんどんは営業再開。経営は順調に進み、12月末には房子が課した自身が来店する条件である、店内を知らない客で満席にすることを達成する。そして1980年1月、暢子は長男・健彦を無事出産する。

#### 沖縄への帰省（第116回-第120回）
それから4年後の1984年春、連休を利用して暢子は和彦・健彦と山原村に里帰りする。その頃、歌子はすでに実家に戻っており、智は経営するスナガワフーズの拠点を山原村に移していた。優子の発案で村の人たちも集めた宴を開くことになり、その準備が進む。暢子は畑で採れた野菜の美味しさに感動し、健彦も山原が気に入ってずっと住みたいと言っていることから、山原で暮らしたいと考えるようになる。一方、和彦はフリーライターとして仕事をする中で、なかなか沖縄を題材とした執筆の機会が得られず、山原に住んでもっと沖縄と向き合いたいと考えるようになる。
村の誰もが気に掛けているのは、なかなか進展しない智と歌子の仲だった。良子から智と話をしてみるよう頼まれた和彦は、賢秀の入れ知恵を受け、煮え切らない智に沖縄角力の勝負を挑んで引き分けに持ち込む。「ちむどんどんするかしないか、それだけだ」と励まされた智は、宴の夜、正装して比嘉家に現れる。歌子を目の前にして言葉が出ない智に、歌子が「娘ジントヨー」を歌う。その歌を受けて智が歌子にプロポーズし、ようやく2人が結ばれる。
翌日、和彦から家族で山原で暮らす提案を受けた暢子は、ここで暮らした日々を思い返し、移住する決心をする。2か月後、ちむどんどんは矢作が後を継ぐことになり、鶴見や東京で出会った人々が暢子を見送る。

### 沖縄編（第121回-第125回）

#### 地元への里帰り、そして（第121回-第125回）
山原村に戻り畑仕事にいそしんでいた暢子は、1年後、地元の食材を活かした料理の研究をする中で、「こういうものを食べられる店も今はなかなかない」というおばあ達の反応から自宅で食堂を開くことを思いつく。
そんな中、房子が山原村に優子を訪ねてくる。東京で優子とその弟を探している人を知り、引き合わせるために訪ねてきたのだった。追って娘とともに比嘉家を訪ねた大里五郎は、戦時中、優子の姉（与那城時恵）の最期を看取ったと話し、形見のジーファー（沖縄の簪）を差し出す。そして「見捨てたのではなく、探したけれど見つからなかった」という、時恵から託された言葉を優子に伝える。優子に最期の様子を尋ねられた大里は、撃たれてすでに動けなくなっていた時恵に水を求められ、少し水を持っていたものの、自分たちの明日を気にして「水はない」と嘘をついたと話す。そのことをひたすらに詫びる大里に、優子は看取ってもらった感謝を伝える。その夜、優子は時恵が得意だった琉球舞踊を皆の前で披露する。
翌朝、房子は優子に、沖縄にルーツがありながら故郷を知らなかった複雑な心境を語ったあと、「沖縄に来てよかった」と言い、「ただいま！」と海に向かって叫ぶ。
半年後の1985年11月、暢子の新しい店が開店する前日になり、製麺業者と共同開発していたカラキの葉を練り込んだ蕎麦が、業者側のトラブルで届かないと知らされる。暢子は意を決し、予定していた100食分を自分で作ることを決める。姉妹やその夫、村のおばあたちの協力も得て、翌朝には100食分を作り上げる。そして新しい店『やんばるちむどんどん』開店の日、暢子の高校時代の友人なども訪れ賑わうが、閉店後の片付けの中、歌子が急に倒れて入院する。歌子は意識が朦朧としたまま3日間熱が下がらず、医師も気力と体力の問題と告げる。暢子は良子や、千葉から駆けつけた賢秀とともに浜へ向かい、海の向こうにいる亡き父に歌子の回復を願う。
そして時は流れ、202X年（令和X年）。暢子は店を繁盛させ、賢秀は養豚場で働いて家族から借りた金を約束通り倍にして返し、良子は博夫とともに校長まで勤め上げ、歌子はレコードをたくさん出す民謡歌手となった。それぞれ孫までできた4兄妹の一族が比嘉家に集まり、優子の誕生日を祝う。暢子の料理を楽しみ、カチャーシーを踊り、一族の幸せな日が過ぎて行く。まだシークワーサーをかじっていた暢子の高校生の頃、家族と食事を楽しんだ思い出が回想され、物語は幕を閉じる。

## 登場人物
続柄や店名などは、NHKの公式ホームページの表記に基づく。

### 比嘉家
沖縄本島北部の名護からバスで30分程の地にある山原村（やんばるそん）に住むサトウキビ農家。
比嘉暢子（ひが のぶこ） → 青柳暢子（あおやぎ のぶこ）
演 - 黒島結菜（幼少期：稲垣来泉）
主人公。公式ホームページ等での記述によると、「ふるさと沖縄の料理に夢をかけたヒロイン」だとされる。
四兄妹の二女。1953年生まれ。
日々味わう料理をメモに記録する程に食べることが好き。「まくとぅそーけー、なんくるないさー」「れあるよね」「ちむどんどんするー」「わじわじーする」「でーじ、まーさんやー」「あいやー」「まさかやー」「しんけん？」「ありえん」「あきさみよー」「ぽってかす」「あがっ」などが口癖と言われるが、これ等は一般的な沖縄語であり、特に彼女の口癖というわけではない。お転婆な性格で、駆け足では男子にも負けない。但し、これが原因で学校で女らしくないと言われていることを賢三に打ち明け、賢三から「言いたい奴には言わせて暢子は暢子のままで上等」と助言され、これが彼女の人生を大きく動かす力となった。場の空気を読むことが苦手であり、それが災いして相手を怒らせるなど状況を悪化させてしまうこともある。しかし自分の非を自覚した場合はきちんと謝罪をするなど、やると決めたことや自分の不始末にはきちんと責任を取る姿勢を見せる。シークヮーサーを食べるとポパイのように元気になって集中力が上昇する。
山原高校3年生時の就職活動中に女性であることを理由に見下されることに悔しさや憤りを感じるようになる。早苗に乞われて地元高校料理部対抗の料理コンテスト「北部産業まつり・ヤング大会」に助っ人出場し、同校を勝利に導く。その際料理の楽しみに目覚め、東京で西洋料理の料理人になる夢を見つける。1972年5月15日、沖縄返還の当日に上京し、偶然出会った三郎の紹介で銀座のイタリアンレストラン「アッラ・フォンターナ」の採用テストに合格。鶴見の沖縄料理居酒屋「あまゆ」の2階に下宿し、店を手伝いながら西洋料理人修行を始める。
「アッラ・フォンターナ」に就職後は、房子から新聞社でのアルバイトやおでん屋台の立て直しなど、自らの進退がかかった様々な課題を与えられ、四苦八苦しながらも克服し、房子や二ツ橋に腕前と料理人としての熱意を評価されていく。1974年時には前菜作りを担当しており、修行5年目となる1976年時には、コース料理のメインディッシュを作る「ストーブ前」を1か月間担当となる。二ツ橋の入院中ではシェフ代行を務めることになり、賢秀の助言もあって女性だからと舐められないように毅然とした態度を取ったつもりが、房子からの酷評や優子達の助言もあって横柄なだけになっていたことに気づき、従業員たちにも素直にお礼と謝罪をするよう心がけることで現場の雰囲気を改善させた。
山原村で暮らしていた頃に出会った青柳和彦と東京で再会し、やがて結婚して青柳姓となる。その披露宴で沖縄料理の店を持つことを宣言し、1979年9月、東京都杉並区の「サンサン商店街」で沖縄料理店「ちむどんどん」を開店する。1980年1月に長男を出産し、和彦が「健彦」と命名する。
1984年、「ちむどんどん」の経営を矢作に託し、和彦、健彦とともに山原村へ移住。1年後に自宅を改装して地元の食材を活用した食堂「やんばるちむどんどん」を開店。その後40年ほどにわたって店を繁盛させる。
比嘉賢三（ひが けんぞう）
演 - 大森南朋（若き日の賢三：桜田通）
優子の夫。賢秀、良子、暢子、歌子の父。晴海と健彦と賢太の祖父。
歌三線が好きな穏やかで優しい父親である。
1941年、沖縄民謡一座の座員をしていた時、一座の困窮により鶴見へ出稼ぎし、叔母である房子と初めて出会う。その後沖縄に戻るも一座は立ち行かなくなり、1944年頃、当初客として訪れていた優子の実家が営む那覇の食堂の料理人となる。
戦時中は大陸を転々とし、復員直後は鶴見の闇市で食堂を営む房子の店を手伝っていた。その後一時的の予定で沖縄に戻った際に優子との再会を経て結婚し、鶴見に戻ることは無かった。
手先が器用で、三線（さんしん）や沖縄そばなどを自ら作り、若い頃に那覇で大工の見習いをした経験から自宅も建設した。音楽好きで、頻繁に三線で弾き語りをし、歌子に三線や沖縄民謡を教える。暢子から「学校では女らしくない」と陰口を言われてる事を相談された際は「言いたい奴には言わせておいて暢子は暢子のままで上等」と助言し、また料理を作るのも得意であり、暢子と作ることが多く、ある時暢子に自分を信じて理想の料理を作る課題を与え、これが彼女の人生に大きな影響を与える事になった。
1964年、農作業中に心臓発作を起こして倒れ、急逝する。
比嘉優子（ひが ゆうこ）
演 - 仲間由紀恵（若き日の優子：優希美青）
賢三の妻。賢秀、良子、暢子、歌子の母。晴海と健彦と賢太の祖母。旧姓は与那城。
周囲が心配する程にお人好しで心優しい性格。長男の賢秀に対して殊更に甘く、彼が中学生時には学用品が買えぬ程に家計が逼迫しているにも関わらず、懇願に負けて「マグネット・オーロラ・スーパー・バンド一番星」というヘアバンドを買ったり、彼が成人後からは、過ちを犯した彼を戒めることもせず、度重なる無心に対して親戚から金を集めてでも応じている。
実家は那覇で食堂を営んでいた。しかし十・十空襲に遭い両親と姉は行方不明、自身は弟と共に逃げ延びるが、アメリカ軍に捕まり収容所に入れられる。程なく弟は餓死し悲しみに暮れるなか、自身らを探しに来た食堂の料理人だった賢三と再会。生きる希望を与えてくれた彼に惹かれ結婚した。これらの戦時中の体験は心に深い傷を残し、後に遺骨収集活動に参加する動機となっている。
1964年時に賢三を亡くした直後は土木工事現場で働くが、1971年時点では村の共同売店で働いている。
1974年、雑誌に掲載された「アッラ・フォンターナ」の紹介記事を読み、暢子の修行先が賢三の叔母である房子の営む店と初めて知る。1976年、幼い頃からの発熱の症状が改善しない歌子を東京の病院で検査を受けさせるために上京した際、房子と初めて対面し、賢三との過去や、房子が暢子に抱いている本心も聞く。
その後は山原村で暮らし、子供たちを見守り続ける。令和に入っても健在であり、ひ孫までが一堂に会して誕生日を祝われる。
比嘉賢秀（ひが けんしゅう）
演 - 竜星涼（幼少期：浅川大治）
暢子の兄。四兄妹の長男（第一子）。1949年生まれ。自称〝山原の一番星“。
一家の長男としてのプライドは高いが、お調子者。勉強が苦手で、大人になってからも言葉遣いや漢字を度々間違えている。地道に働き稼ぐことよりも一攫千金を好み、何かと家事や仕事をサボっているが、中学生時は比嘉家で家畜として飼っている二頭の豚、アベベとアババの世話は積極的に取り組む。しかし、アババが賢三のもてなしによって食卓に出されると一時は困惑するも、賢三から謝罪と「いただきます」の意味を聞いてからは考えを改め、和彦たちに残さず食べるよう勧めた。中学生時に優子にねだり「宇宙磁石の力でどんどん頭がよくなる」とされる「マグネット・オーロラ・スーパー・バンド一番星」というヘアバンドを買ってもらい、大人になっても効力を信じて愛用している。
高校に進学するも喧嘩とボクシングに明け暮れ中退。1971年時点では、素行の悪さから数度に渡り警察の世話になっており（このことで暢子の就職活動に大きな影響が出た）、仕事も長続きせず定職に就かない日々を送る。
1971年秋、我那覇から沖縄ドルを高額で日本円に両替する儲け話を持ちかけられ、優子に工面してもらった960ドルを彼に投資する。後に詐欺と判明し、ショックで酩酊しながらハンバーガーショップ店内で暴れた後、このことで暢子の東京行きの夢を壊した責任を感じ「金は部にして返す」と書き置きを残して姿を消す。
その後は上京してプロボクサーとなり、1972年2月にデビュー戦で勝利。ファイトマネーとして得たとされる60万円を前田を介して比嘉家に仕送りするが、実際は相手の体調不良による運だけでの勝利で実家に仕送りした60万円はジム会長からの前借金。ジムの仲間達からも借金していた。第2戦では1回途中でリングから逃走。そのまま失踪したが、同年5月、鶴見に居を構えた暢子の前に現れる。しかし翌日には暢子の所持金を持ち逃げ、競馬で大敗後に山原に帰省。銀蔵に、良子に付き纏う男性の存在を話し、手切金を自身が立て替える話を持ち掛けるが、比嘉家と喜納家の顔合わせの最中に博夫が乱入し破談になった混乱に紛れて再び逃亡する。同年11月の時点では千葉県の猪野養豚場に流れ着くが、そこでも経営者の寛大から金を前借りし、返さぬまま1974年に姿を消す。その後、東京で我那覇と再会し、彼に誘われ健康飲料「紅茶豆腐」の販売を始め15万円のコマーシャル資金を求められて優子にせがみ用意するが、再び持ち逃げされる。同じ頃に偶然再会した暢子にテビチを出され気を取り直した翌日、再び猪野養豚場に戻り働き出す。その後も養豚場で働き、金が入っては賭博で擦って一文無しとなる生活を繰り返す。1977年には「グレイトなビジネス」を求め東京で就職活動をするも失敗し、養豚場に戻り勤務を継続。1978年、養豚場に現れた訪問販売員の直美に一目惚れし、自らの身分を社長と偽って彼女にアタックするが、後に直美と橘が婚約中と知り失恋。「アッラ・フォンターナ」でやけ酒を煽った上に房子が買い集めた私物のワインも勝手に全部飲み、負債をさらに重ねる。それから程なく、鶴見で暴漢に絡まれる和歌子を助け彼女に一目惚れするが、婚約者の存在を知り失恋する。
再度我那覇と出会った際には栄養ドリンクを商材とする連鎖販売取引に誘われるが、房子にねずみ講だと喝破され、本部へ乗り込んで乱闘となり拘束される。首謀者らが主張する違約金200万円を暢子が支払って解放されたことで、自身の行動で彼女らに迷惑をかけてしまったことを猛省し、コツコツ働くことを心に決めて養豚場に再就職する。元夫とのトラブルがきっかけで養豚場を飛び出し、東京のクラブで住み込みで働いていた清恵と偶然再会する。養豚場へ戻ることを説得させ、その後清恵と結婚する。
1984年時点で清恵が長男・賢太を身籠る。前述のねずみ講の一件以降は猪野養豚場の社員として真面目に働き続け、比嘉家の借金を全額完済し、かつて宣言していた「借金を倍にして返す」約束を実現させた。202X年時には賢太が結婚して、彼と彼の妻の間に息子と娘がいるなど、孫にも恵まれている。
比嘉良子（ひが りょうこ） → 石川良子（いしかわ りょうこ）
演 - 川口春奈（幼少期：土屋希乃）
暢子の姉。四兄妹の長女（第二子）。1950年生まれ。生真面目で自立心が高いしっかり者。勉強が得意で、中学生時代には将来教師になることを夢見る。幼い頃から兄・賢秀の狡さを見逃せず指摘しては口論となっている。高校生時代には容姿の美しさから周囲から「マドンナ」と呼ばれた。短大卒業後の1971年、念願の小学校の教師になり、母校の山原小中学校に勤務して比嘉家の家計を支える。博夫に思いを寄せ、一時は借金苦の家のため金吾との結婚を選ぶが、最終的には1972年11月、博夫と結婚する。1973年10月、長女・晴海を出産する。1974年時には男尊女卑が根深い石川家の家風や、良子よりも実家の意向を優先させてばかりだった博夫に不満を爆発させ晴海を連れて実家に身を寄せるが、程なく反省した博夫が迎えに来て自宅に戻る。1976年、教員への復職を希望し博夫に相談するも、結婚当初の約束と違うことや、石川家の人々の協力が必要で反対される可能性が高いことから理解を得られず、離婚を考える程に苛立ちを募らせていく。1977年6月、山原小学校からの誘いを受けて復職を決意し、離婚覚悟で晴海を連れて実家に戻る。博夫が義祖父と義叔父の説得に失敗したため、山原小学校の教員に復職後は、そのまま夫婦離れての生活を始める。
暢子と和彦の結婚後、博夫が実家に戻らない覚悟で義祖父達の再説得を試み、義曽祖母であるウシをはじめをした理解者の協力もあって彼らからの快諾を得られたことから石川家の一員として認められ、博夫とともに暮らすようになる。その後、校長まで勤め上げて退職する。
比嘉歌子（ひが うたこ） → 砂川歌子（すながわ うたこ）
演 - 上白石萌歌（幼少期：布施愛織）
暢子の妹。四兄妹の三女。1955年生まれ。
引っ込み思案な性格だが、音楽好きで、賢三から三線や沖縄民謡を教わる。幼少の頃から頻繁に発熱して病臥しがちで、家のことは何も出来ないことに引け目を感じながら育ち、自分の夢を叶えた姉たちを羨望している。智に想いを寄せていると共に彼が暢子に片思いしていることも知っており、彼が自分に本心を教えてくれることを嬉しく思う一方で、暢子を追う様に上京したことや、暢子が居ると楽しそうな彼の様子に嫉妬している。
暢子と同じ山原高校に進学し、そこで執拗に付き纏う音楽教師の下地に悩まされるが、彼女が石垣島の学校へ異動する前に、どんな状況下や場所に置かれても歌うことをやめてはいけないとエールを送られる。
1973年10月には姉たちのように自分の夢に挑戦したく思い、歌手のオーディションを受験。一次審査は合格するが、二次審査で歌唱途中に高熱で倒れ失格となる。1974年の高校卒業後に地元の運送会社の事務員に就職し、初任給で自宅に電話を引く。しかし、発熱で会社を休みがちになり、1976年に退職。同年、優子に連れられ東京の大病院で検査を受けるも、発熱の原因は不明と診断されたことで自暴自棄になり感情を爆発させるが、本心を知った優子の励ましの言葉と、暢子が作った好物のイカスミジューシーを食べたことで元気を取り戻し、後日、暢子と都内観光を楽しんだ後に優子と共に沖縄に戻る。
その後、賢三の三線の師と出会い、その歌に魅せられたことをきっかけに三線歌手を目指すが、人前ではうまく歌えず苦労する。
暢子が沖縄料理店「ちむどんどん」を開店する頃、暢子が出産を控えていることもあり、手伝いのために上京する。
山原村に戻った後は歌手としての活動を始め、1984年に智と結婚して砂川姓となる。1985年に『やんばるちむどんどん』がオープンした初日の夜に倒れ、一時は生死の境をさまよう程に容体が悪化したものの無事に回復。その後は智のサポートを受け、たくさんのレコードを出す民謡歌手として大成する。
比嘉賢吉（ひが けんきち）
演 - 石丸謙二郎
暢子たちの大叔父。サトウキビ農家。
賢三に金を貸付け、更に彼が銀行に借金した際に保証人になっている。そのため、賢三が合計500ドルの借金を残し急逝した直後から、特に銀行から自分達に返済を迫られることを恐れて、優子に対し督促するようになる。1971年時に賢秀が儲け話に投資する際にも優子に頼まれ金を貸す。その儲け話が詐欺と判明し比嘉家に怒り返済を求め、東京で働いて返す旨訴える暢子に対して女の癖にと見下し猛反対する。後に優子の懸命な説得と賢秀が60万円の仕送りをしたことで借金が完済され、暢子の上京を認める。しかし、その60万円も後に借金と判明し、銀行融資で返済しようとする優子から保証人を依頼され激怒、良子が玉の輿になり借金問題を解決する提案をしていたこともあり、金吾が申し出た良子との縁談を強く勧める。
比嘉和恵（ひが かずえ）
演 - 土屋美穂子
賢吉の妻で暢子たちの大叔母。

### 沖縄の人々

#### 青柳家（沖縄）
青柳和彦（あおやぎ かずひこ）
演 - 宮沢氷魚（幼少期：石塚陸翔、田中奏生）
暢子の幼馴染。東京からの転校生。山原に来た当初は賢秀から「ヤマトンチュ」と呼ばれてからかわれ、暢子の食に対する意識に引き気味な反応を見せるも、徐々に打ち解ける。東京では両親が不仲で、家族揃っての食事も自身の教育を巡り言い争いが絶えなかったことから良い思い出が無かった。中学校卒業後はアメリカの高校進学を志望している。
1973年時点では東洋新聞社学芸部の記者として勤務している。沖縄の文化に強い関心を持っていることもあり、同年10月暢子の下宿の隣部屋に入居する。
1978年に愛と婚約する。しかし、違和感に悩んだ末に暢子への思いに気付き、愛との関係を解消し暢子に告白する。
なお、和彦が愛に婚約破棄を切り出した際に「君と結婚する資格がない」と語っていたが、公式ホームページの登場人物紹介では「愛自身の夢の実現のため、別れることに」なったと説明されている。
その後、暢子と結婚し、沖縄料理の店を開こうとする暢子とともに杉並へ転居。ねずみ講に手を出した賢秀のトラブルにかかわったことが東洋新聞社内で問題視され、それをきっかけに退職してフリーライターとなる。1980年1月、長男が誕生し「健彦」と命名する。
4年後に暢子、健彦とともに山原村に移住。その後は沖縄に関する著書を数多く出版し、沖縄の文化について伝える活動を続ける。
青柳健彦（あおやぎ たけひこ）
演 - 西銘駿（4 - 5歳時：三田一颯）
和彦と暢子の長男。
東京で生まれ、店の経営で忙しい暢子を手伝って多江と重子が交代で面倒を見る。
4歳の頃、暢子の里帰りで連れてこられた山原村をとても気に入り、希望が叶って山原村へ移住する。
202X年の時点では眼鏡をかけており、結婚して3児の父親となっている。
青柳未来（あおやぎ みらい）
演 - 稲垣来泉
暢子の孫。健彦の次女。外国に行き、パティシエールになる夢を語る。
未来の姉
演 - 岩崎愛香
暢子の孫。健彦の長女。
未来の妹
演 - 湯本柚子
暢子の孫。健彦の三女。

#### 前田家
前田善一（まえだ ぜんいち）
演 - 山路和弘
村唯一の商店である「共同売店」の店主。地域の役員で、暢子と歌子がそれぞれ就職活動時には就職先の口利きをし、金吾が良子に求婚した際には喜納家から仲人を依頼される。
その後妻に先立たれ、1978年には周囲の意向で優子との縁談話が持ち上がり、まんざらでも無い気持ちであったが、優子から再婚の意志は皆無であることを聞き諦める。
前田キヨ（まえだ きよ）
演 - ひがし由貴
善一の妻。
1971年時点で他界している。
前田早苗（まえだ さなえ） → 真栄平早苗（まえひら さなえ）
演 - 高田夏帆（幼少期：吉澤梨里花）
善一の娘。暢子の友人。
1971年時点では山原高校に在籍し、料理部部長を務めている。高校卒業後は東京の大学に進学する。
1978年、親戚が勧めた縁談で同郷の男性・真栄平次郎と婚約したことを暢子に打ち明ける。
最終週の第124回では、夫・次郎との間に設けた3人の子供を連れて『やんばるちむどんどん』を訪れる。

#### 砂川家
砂川智（すながわ さとる）
演 - 前田公輝（幼少期：宮下柚百）
賢秀の同級生。三兄弟の長男で比嘉四兄妹の幼馴染。暢子に想いを寄せている。
1964年9月時点では病気の母に代わり、島豆腐を製造販売する「とうふ砂川」を切り盛りしている。
1971年には豆腐屋を営む一方で、食品卸売業を始めることを目指し、修行を兼ねて名護のハンバーガーショップ「サンセットバーガー」で働き出す。フライドポテトを店のメニューに加えることを思いつき、成功したら給料をアップして欲しいとマスターに交渉して、材料仕入先の開拓から取り組む。その結果売上増加に成功するも昇給は叶わず、居直ったマスターから「悔しかったら自分の店を持て」と言われた。悔しさから、将来は大きな店の社長になる決心をする。
1972年に大阪に渡り、工場廃液の運搬の仕事をして上京資金を稼ぎ1週間後に上京。「アッラ・フォンターナ」の出入り業者でもある野菜卸売業者「八百鶴」で住み込みで働くこととなり、鶴見に住む暢子と再会する。
1978年に「八百鶴」から独立して「スナガワフード」を設立し、暢子に遠回しながらも求婚する。暢子が和彦に片想いしているとも知らず、その後も結婚を見据えてがむしゃらに働き、山原に帰省時も周囲に彼女との結婚を仄めかした。鶴見沖縄県人会主催の遠足の余興として浜辺で開催された「沖縄角力大会」に出場。途中足を痛めたが決勝で賢秀を下し見事三連覇を果たした。大会終了後に暢子を防波堤に誘い出して正式にプロポーズした。しかし沖縄料理店開業の夢を持つ彼女は、これを断る。「自分が暢子の夢を叶える」となおも食い下がったが彼女にきっぱり拒否され、ショックで足を痛めたことも忘れて夕陽の中を駈け去った。
その後、沖縄での仕入れの拡大に注力するためとして鶴見を離れていたが、和彦と暢子の結婚披露宴の際、歌子の体調を崩した演技に騙されて東京へ同行した。なりゆきで友人代表としてのスピーチをすることとなり、「悔しいけれど、これほどお似合いな二人はいません」と祝辞を述べた。そして、暢子が沖縄料理店「ちむどんどん」を開店すると、食材納入業者として協力。
1984年に歌子と結婚。その後は歌子の歌手活動を支える。
砂川玉代（すながわ たまよ）
演 - 藤田美歌子
智の母。夫と死別後、祖父、曽祖父も亡くし、女手一つで3人の子供を育てている。1964年9月時点では病臥し、智に店や家のことを任せざるを得ない状況に置かれていたが、その後、仕事ができるまでに回復している。
砂川旭（すながわ あきら）
演 - 野原壱太
智の弟。
砂川サチ子（すながわ さちこ）
演 - 浅田芭路
智の妹。
歌子の娘
演 - 川口未央
歌子の娘の夫
演 - 石井健斗
歌子の孫
演 - 布施愛織
最終回に登場。歌子の娘の娘。歌子の幼少期と瓜二つ。

#### 石川家
石川博夫（いしかわ ひろお）
演 - 山田裕貴
良子の友人。後に良子の夫となる。小学校教師。祖父も父も教師であり、封建的な家柄に育つ。
理論的な考えを持ち、沖縄の子どもたちの未来について真剣に考えているが、良子と同じく生真面目な一方で臆病で優柔不断な性格で、後述の通り良子と結婚に至るまでの経緯で拗らせたり、「石川家の長男」という立場を求める小太郎を筆頭とした実家の人々に頭が上がらず、彼らの顔色をうかがいすぎて良子と揉めることもある。
名護東小学校教師時、勉強会仲間として頻繁に教育について論を交わす良子に思いを寄せるも恋愛関係に発展できずにいる中で、金吾との縁談に悩む彼女に相談されるが、煮え切らない態度を示し続け、別れを告げられる。しかし結局は諦めきれず、比嘉家に駆けつけ、賢秀に阻止されながらも良子への本心を吐露し求婚する。おりしも喜納・比嘉両家顔合わせの最中だったこともあり、その場に居合わせ良子に破談を告げられた金吾からも了承され、1972年11月、良子と結婚する。1976年頃より良子から教員復活希望を相談されるも、「実家の理解を得るのに時間がかかる」と反対する。1977年、山原小学校で復職を決意した良子が晴海を連れて比嘉家に家出し、更に離婚を突きつけられたことで祖父と叔父の説得に臨むが、彼らの猛反対に逢って失敗する。その後は折衷案として自身は那覇の自宅に残り、良子と晴海は比嘉家でと、夫婦別居での生活を始める。
暢子の婚約後、良子と話し合い、再び親子3人で暮らすことを目指す。祖父・小太郎から認めてもらう条件に提示された御三味料理作りを課されるも上手く行かない良子を連れて実家に行き、彼女を別室に残し再び祖父・叔父・父に対面。祖父に言いたいことを言うように促され、これまでの感謝を述べたうえで長男の立場を言い訳に彼らの言いなりになってばかりだった自身を省み、「良子が働き続けることと彼女を石川家の一員として認めなければ、家の敷居は跨がない」と覚悟を伝える。その結果曽祖母であるウシの助け舟もあって実家と良子の仲直りに貢献する。
別居してからも祖父らから離婚を命じられても一貫して拒否したり、給食の試みに悩む良子を温かく諭すなど、彼女に深い愛情と信頼を寄せている。その後、良子とともに校長まで勤め上げて退職する。
石川小太郎（いしかわ こたろう）
演 - 小林勝也
博夫の祖父であり、一家の家父長。元教師。
封建的な考えの持ち主で、博夫らが慣例にないことを始める際には彼のお墨付きを得ることが必須となっている。
良子に対しても彼女が教師として復職することに反対したり御三味料理作りを課すなど、あくまでも自身が理想とする「本家長男の妻」であること以外は認めようとしなかったが、良子と博夫の決心を認めたウシの叱責を受けたことをきっかけに考えを改める。
石川博太郎（いしかわ ひろたろう）
演 - 粟野史浩
博夫の父。現役教師。
博夫と同様に気弱な性格で、小太郎と修に頭が上がらない。
石川修（いしかわ おさむ）
演 - 木津誠之
博夫の叔父。博夫達と異なり職業は明かされていない。
小太郎と同様の考えから、良子の教員復職に猛反対する。しかしウシの叱責で考えを改める。
石川ウシ（いしかわ うし）
演 - 吉田妙子
博夫の曽祖母。石川家で最も強い発言力を持ち、小太郎でさえも頭が上がらない。
仕事を続ける良子の意志や、実家と縁を切ってでも良子と晴海を守ろうとする覚悟を口にした博夫の成長に感銘を受け、反対する小太郎、修、2人の言いなりになってばかりで自分の意見を言えない博太郎に「昔のやり方にこだわって年配者が若者の未来を縛ってはいけない」と一喝する。小太郎達が反省し、良子を石川家の一員として受け入れる決意をすると、「良い男になった」と博夫の成長を褒めた。
石川美和子（いしかわ みわこ）
演 - 吉田真和
博夫の母。
石川晴海（いしかわ はるみ）
演 - 新井琉月（乳児期：宮島瑠花、3歳時：三井絢月、5歳時：鈴木咲、6歳時：佐藤風和）
博夫と良子の長女で暢子の姪。1973年10月に誕生する。出産前まで博夫が男児が生まれると思い込み「晴」の漢字にこだわった男児の名前しか考えておらず、誕生後に「晴」の字を使った女児の名前を急遽考え命名される。
202X年の時点では夫となる男性と結婚し、1男1女の母親になっている。
晴海の夫
演 - 横瀬智也
良子の孫
演 - 土屋希乃
晴海の娘。

#### 山原小中学校の人々
生徒
演 - 原田幸明、杉岡在恩
東京から来た和彦を見かけたという賢秀のもとに集まり、どんな様子であったかを質問をする。
児童
演 - 山内英紗、上田理仁
木の上のシークワーサーを採ろうとジャンプしていた暢子を馬鹿にする。
島袋孝志（しまぶくろ たかし）
演 - 吉田日向
賢秀の同級生。賢三が死んで困窮する比嘉兄妹を執拗に愚弄していじめたり、喧嘩を仕掛ける。
生徒
演 - 星乃あんな
運動会のアナウンスを務めた生徒。
児童
演 - 咲凛、里乃
1971年時の山原小学校の児童。良子の教え子。
仲宗根誠（なかそね まこと）
演 - 潤浩
1978年時、良子が担任する3、4年教室の生徒。授業中に消しゴムを落とし探している最中、良子からよそ見をしていると一方的に叱責され廊下に立たされたことにショックを受け、心を閉ざし不登校となる。しかし知念や母親、クラスメイトからの励ましで良子に真相を話し、彼女から誤解してしまったことに対する謝罪を受ける。
誠の母
演 - 石丸雅理
不登校になった誠を連れ良子と面談し、良子に理由を話すよう誠に促す。
児童
演 - 田中乃愛
キヨシ
演 - 猪股怜生
児童
声 - 長谷川悠大
校長
演 - 大原康裕
1972年時の山原小中学校校長。
教頭 → 校長
演 - 加倉幸の助
1971年時の山原小中学校の教頭。良子に給料を渡す。1977年時点では校長を務めている。
教頭
演 - 石川武
1977年時の山原小中学校教頭。
諸見里（もろみざと）教頭
演 - 谷川昭一朗
地元の食材を使った学校独自の献立を作ることを提案した良子にはじめは難色を示すが、栄養士の許諾を得ていると知ると許可する。
先生
演 - 清水伸
小学校時代の暢子の担任。
教師
演 - 森田ゆかり
良子の同僚教師
演 - 西山真来
給料をもらった良子に、洋服を買いに行こうと誘う。
同僚教師
演 - 中藤奨
知念陽平（ちねん ようへい）
演 - 木村文哉
1978年時の良子の同僚教師。
生徒に対する指導の甘さを良子から厳しく注意される。一方で、誠に優しく話しかけ、不登校になった理由を聞き出す。
同僚教師
演 - あだにや結
1979年時の良子の同僚教師。
同僚教師
演 - 山田百次
調理員
演 - 青木和代
山原小中学校の調理員。安室の同僚。

#### 山原高校の人々
下地響子（しもじ きょうこ）
演 - 片桐はいり
山原高校の音楽教師。
歌子の音楽の情熱や才能に気づき、彼女を校内にとどまらず家庭を訪問してまでも追い回す。また、サンセットバーガー店内での教え子のライブが、賢秀が酩酊して暴れたことによりぶち壊され憤慨。その際の乱闘騒ぎに巻き込まれ「複雑打撲」になったと主張して訴訟を起こそうとするも、歌子の歌を聞き感動し訴えを取りやめる。1972年3月、歌子に対して4月に石垣島の学校に転勤することを明かし、周囲の勝手な意見に振り回されず感じるままに生きるようアドバイスを送ったうえで、「1つだけ私も勝手な意見を言う」と、置かれた状況や場所を問わず、歌うことをやめてはいけないと言い残す。1985年時点では与那国島で子供たちに音楽を教えている。
宮里（みやざと）
演 - 平原テツ
山原高校の教師。料理部顧問。
新城正男（しんじょう まさお）
演 - 秋元龍太朗
高校時代の暢子の同級生。陸上部の部長。
サーターアンダギーを賭けた彼女との短距離走の勝負でいつも負けていたが、暢子が就職について悩んでいる時に挑んだ勝負は勝利する。密かに暢子に思いを寄せるが、現状を変えたくない思いから告白を諦める。
高校卒業後はコーヒー農園を営む親戚を手伝うためブラジルへ渡る。
最終週の第124回では、『やんばるちむどんどん』のオープン初日に早苗と共に訪れ、暢子と久しぶりの再会を果たす。ブラジルで親戚が営むコーヒー農園で今も働いていることや、結婚して子供がいることが語られている。
仲村英子（なかむら えいこ）
演 - 杏花
歌子の同級生。
ピアノが得意。普段から大人しく口数が少ない歌子を見下す一方、下地に目をつけられている彼女に嫉妬心をあらわにする。
陸上部員
演 - なかち、崎間由樹、宮国カイリ、徳田芽依
部長である正男に競争で勝った暢子を、陸上部に入部するよう誘う。
宮城珠子（みやしろ たまこ）
演 - 井上向日葵
料理部員。第6回北部産業まつり・ヤング大会にて、誤って『やんばるそば』の出汁をこぼしてしまう。
料理部員
演 - 村田寛奈、伊之口陽葉
教頭
演 - 鈴木弘秋

#### 名護東小学校の人々
東江里美（あがりえ さとみ)
演 - 松田るか
良子の勉強会仲間。石川の同僚教員。
博夫に思いを寄せるがゆえに彼に接近する良子に嫉妬し、勉強会時には良子の学歴や貧しい身なりをさりげなく侮蔑する。ある日、良子に対して博夫と結婚する旨の嘘をつき、事情を知った博夫に激怒される。
その後、大きな貿易会社の御曹司と婚約したことが博夫に語られている。
上原政次（うえはら せいじ）
演 - 榎田貴斗
良子の勉強仲間。
児童
演 - 竹田翔汰
名護東小学校の児童。帰り際に博夫と会話を交わす。

#### 喜納製糖工業株式会社の人々
喜納銀蔵（きな ぎんぞう）
演 - 不破万作
喜納製糖工業株式会社社長。
喜納フミ（きな ふみ）
演 - 三坂知絵子
銀蔵の妻。
喜納金吾（きな きんご）
演 - 渡辺大知
喜納製糖工業株式会社専務取締役。銀蔵とフミの息子。
良子に思いを寄せ、彼女が勤務中にも関わらず小学校を訪れては求愛し迷惑がられている。賢秀に金を貸しており（賢秀は「奢ってもらった」つもりでいる）、督促の会話の中で、以前我那覇と会ったことや彼が詐欺師であることを教える。
1972年5月、良子に求婚。結婚に向け喜納・比嘉両家顔合わせの席に現れた博夫の告白を聞いた良子から破談を申し出され、博夫に彼女を託し立ち去る。
その後は、ハワイでパイナップル農園を始めて大きな成功を収め、現地の女性と結婚。暢子が『やんばるちむどんどん』をオープンした際には、開店祝いに大きな花輪を贈ったほか、客の一人として訪れている。

#### 眞境名商事の人々
眞境名英樹（まじきな ひでき）
演 - 時任勇気
眞境名商事の社長の息子。
昼間から酒を飲み、仲間2人と釣りをしている最中に新垣のおばぁを突き飛ばす。そのことを通りすがりの賢秀に咎められて逆ギレし、彼に喧嘩を仕掛ける。仲間は殴り倒され結局自身は降参するが、親の会社に内定した暢子が賢秀の妹と知ると内定を取り消させようとする。暢子の謝罪もあり内定取消しは見送りとなるが、後日彼女と再会した際、身なりの貧しさや会社の大卒社員との玉の輿目当てで応募したと侮蔑して彼女を逆上させ、再び内定を取り消そうとするも、最終的には彼女の方から内定辞退を言い渡される。
社長
演 - 岩谷健司
英樹の父。暢子の名前を間違えて「のりこ」と呼ぶ。
専務
演 - 稲荷卓央
英樹と喧嘩した賢秀の代わりに眞境名商事へ謝罪しに来た暢子に、「なんで本人が謝りにこないの?」と冷たくあたる。

#### 普久原運輸の人々
歌子が高校卒業後入社した運送会社。
社長
演 - 池田諭
花城真一（はなしろ しんいち）
演 - 細田善彦
歌子の先輩社員。給湯室で楽しそうに歌う歌子を見て彼女が歌好きと知り、彼女が熱を出して会社を休んだ際、見舞いに訪れて歌謡曲の雑誌を渡した。歌子はわざわざ買ってくれたものと思い、彼に好意を抱いた。
歌子の退職日と同日に、伊志嶺との結婚を発表した。
伊志嶺利佳（いしみね りか）
演 - 南野巴那
経理担当社員で花城の婚約者。退職する歌子に、花城が見舞いの際に渡した雑誌が自分の読み古しであることを明かした。
社員
演 - 見寺剛

#### 南山原高校の人々
屋良ひとみ
演 - 池間夏海
屋良物産の社長の娘。料理部部長。
料理部員
演 - 水嶋凛、工藤美桜、夕日桃

#### 那覇のレストランの人々
シェフ
演 - 大滝寛
史彦の招待で比嘉一家が訪れた那覇のレストランの料理長。
受付
演 - 四家秀治
那覇のレストランの受付。
ウェイトレス
演 - 金原亭杏寿
那覇のレストランのウェイトレス。

#### その他の沖縄の人々
新垣カメ（あらかき かめ）
演 - きゃんひとみ
村のおばぁ。よく比嘉家に畑の作物をお裾分けする。通称「新垣のおばぁ」。共同売店の常連。
良子が晴海を出産する際には産婆として立ち会う。
安室トメ（あむろ とめ）
演 - あめくみちこ
村のおばぁ。昔から優子と顔見知りで、比嘉家と親しくしている。通称「安室のおばぁ」。共同売店の常連でもある。
山原小中学校の調理員として働いている。
まもるちゃん
演 - 松原正隆
共同売店の店員。戦時中、優子と同じ収容所にいた。
普段は言葉を発さないが、大抵は穏やかな笑顔。本を読んだり、売店の前を掃除したり、山原の人々の話に耳を傾けたりする描写が多い。
暢子が山原村で開いた食堂「やんばるちむどんどん」の最初の客となり、そばを食べて「マーサンヤー」と作中で初めて言葉を発する。
タケヒロ巡査（ - じゅんさ）
演 - 浦島三太朗
山原村の交番に勤務する警察官。
素行の悪い賢秀を何度も捕まえているが、プライベートでは一緒に呑みに行く程に親しい。
「サンセットバーガー」のマスター
演 - 川田広樹
名護市内でハンバーガー・ショップを営む。アルバイト店員の智から新メニューとしてフライドポテト導入の提案と、成功したら昇給することを交渉され、考慮する旨を答える。しかし、新メニューは成功したにも拘わらず給料は上げず、詰め寄る智に対し、考えると言っただけ、仕入れ金支出の問題を出して開き直り、悔しかったら 自分で店持つ様捨て台詞を吐く。その後我那覇に騙された賢秀が店内で酩酊して暴れて店内を荒らされ、謝罪に訪れた母、優子に対し壊れた備品類の弁償と店を休んだ場合の営業補償を求める。
医者
演 - 原田文明
賢三が心臓発作で危篤状態になった時に比嘉家に駆けつけた医者。賢三に強心剤を打つが、賢三は程なくして亡くなる。1977年には、熱を出した歌子の診察に来る。
組合の老人
演 - たかお鷹、鵜澤秀行
比嘉家が抱える借金の保証人。賄い婦を探している工事現場があると、優子に紹介する。
親方
演 - 肥後克広
優子が働く工事現場の親方。子どもが5人いる。運動会を前に子ども達の靴や体操服を買ってあげたい優子に、日給をいつもより多く手渡した。
作業員
演 - 鶴忠博、三好敦
優子が働く工事現場の作業員。
悪友
演 - まさたけ、りゅうへい
高校生。島袋の仲間。優子のことを馬鹿にした島袋を暢子がビンタしたことで、喧嘩になる。
バスガール
演 - 井上あすか
東京へ出発する暢子が乗っていたバスのバスガール。
悪友
演 - 片山英紀、TOMOKI
英樹の友人。酔っ払って新垣を押して転ばせ、それを見ていた賢秀と喧嘩になる。
アコーディオン奏者
演 - 佐藤芳明
「サンセットバーガー」で開催され、良子や博夫が参加したフォークダンスナイトでアコーディオンを演奏していた。
三線奏者
演 - 世持鍊
「サンセットバーガー」で開催され、良子や博夫が参加したフォークダンスナイトで三線を演奏していた。
おおしま
演 - 花城清長
農家。「サンセットバーガー」のメニューにフライドポテトを導入しようと奮闘する智に、ジャガイモを安く売ってあげる。
屋良物産社長
演 - 高橋ひろし
屋良ひとみの父親。
運営者
演 - 関本巧文、竹中寛幸
第6回北部産業まつり・ヤング大会の運営者。
内間食品人事課長
演 - 中野剛
善一に紹介されて第6回北部産業まつり・ヤング大会を訪れ、『やんばるナポリタン』を作る暢子の姿をほめる。
照屋良太郎（てるや りょうたろう)
演 - 大橋典之
ミュージシャン。
高校時代の恩師である下地のおかげでサンセットバーガー店内においてファースト・ライブ開催が実現するが、歌い出した途端に、酩酊した賢秀が乱闘騒ぎを起こし、ぶち壊される。
店員
演 - 田中瑛祐
「サンセットバーガー」の店員。店内でやけ酒をあおる賢秀を、あきれた目つきで見つめる。
男
演 - 鹿島康秀
我那覇の詐欺被害者。我那覇を探しに「サンセットバーガー」へ来る。
鈴木（すずき）
演 - 福澤重文
歌子が参加した歌手オーディションの審査員。緊張して歌い出すことができない歌子に、5分間の休憩時間を与え、緊張をほぐしてくるよう優しく言う。
オーディション参加者
演 - 上田操
歌子が参加した歌手オーディションの参加者。
ピアノ奏者
演 - 山口綾規
歌子が参加した歌手オーディションのピアノ奏者。
上原照賢（うえはら しょうけん）
演 - 大工哲弘
賢三が民謡歌手を目指していた頃の師匠。
長嶺（ながみね）先生
演 - 小杉幸彦
歌子が通う、名護中央公民館の民謡教室の先生。
嘉手刈源次（かでかる げんじ）
演 - 津嘉山正種
和彦の取材相手。20年前には田良島の取材を受けていた。沖縄本島南部で「嘉手刈金物店」を営みながら、ガマなどで戦没者の遺骨収集を続けている。
嘉手刈ツル（かでかる - ）
演 - 泉晶子
源次の妻。
遺骨採集の男性
演 - 久高友昭
洞窟で嘉手刈や優子と共に遺骨収集作業をしている男性。
おばぁ
演 - 掛川初恵
新垣の仲間。
居酒屋店主
演 - オクイシュージ
居酒屋「珊瑚礁」の店主。
居酒屋の客
演 - 櫻井章喜、渡辺熱
上原充（うえはら みつる）
演 - 諸喜田智也
レコード会社「沖縄満福レコード」の社員。歌子に、民謡歌手としてレコードデビューすることを提案する。
村人
演 - 東風平高根、酒井貴浩、平田理
暢子の『やんばるちむどんどん』の準備を手伝い、店がオープンした際には客として訪れる。
運天進（うんてん すすむ）
演 - 大野泰広
名護の製麺会社「運天製麺」の社員。暢子と手を組んで「カラキ麺」を製造することを決めるが、開店前日に機械にトラブルが発生したために麺を納品できなくなってしまう。
客
演 - 黒島進、黒島美岐子
『やんばるちむどんどん』に客として訪れた老夫婦。
演じる黒島進・黒島美岐子夫妻は黒島結菜の祖父母である。収録の見学に来たところ急きょ出演が決まり、ノンクレジットでカメオ出演した。
医師
演 - 平野健太
医師
演 - 平川和宏
看護師
演 - 忠美旬子
タクシー運転手
演 - ゴリ（ガレッジセール）
最終回に登場。
1985年に、歌子の容態を心配して駆けつけた賢秀が乗ってきたタクシーの運転手。その後、暢子と良子も乗せて賢三の墓がある浜へと向かう。そしてなぜか、暢子らきょうだいと共に海に向かって叫ぶよう賢秀に強く求められ、一緒になって叫んでいた。
演じるゴリは、かつて『ちゅらさん』で賢秀と同じ「ヒロインの兄でトラブルメーカー」という立ち位置の人物を演じていたことがあり、出演にあたって「初代ダメにぃにぃとして賢秀を見守ってきました」「（賢秀に）他人とは思えない同じ何かを感じました」とコメントしている。
受付女性
演 - 高園みほ

### 東京の人々

#### 青柳家（東京）
代々、大学教授や文筆家の多い良家。
青柳史彦（あおやぎ ふみひこ）
演 - 戸次重幸（青年期：奥上英雄）
和彦の父。民俗学者。東京の大学教授。妻とはあまりうまくいっていない。戦時中は陸軍の幹部候補として沖縄の部隊に配属されるが、配属替えで離れた後にアメリカ軍の攻撃で首里城が焼失した。そんな経験から沖縄の文化の記録を後世に残したいと思い、和彦を連れて山原に来る。和彦と共に東京に戻った直後に病死したことが、後年、和彦の口から語られる。
青柳重子（あおやぎ しげこ）
演 - 鈴木保奈美（青年期：三浦理香子）
和彦の母。中原中也の詩とオルゴールが好き。小太郎達石川家の男性陣ほどではないが、良家に生まれ育ったことから世間体を気にする発言をすることもある。
明治以来の実業家で父親は銀行の重役という裕福な家で育ち、史彦とは親同士が決めた縁談で結婚した。そのため夫婦間に愛情は無かったとのこと。
和彦が暢子と結婚することについて、当初は暢子の家柄や学歴が青柳家と不釣り合いで、価値観が合わないと判断し猛反対したが、和彦からの自分を育ててくれたことへの感謝や、暢子が房子からの助言を受けてフォンターナで振舞った終戦直後の闇市の料理を口にしたこと、暢子からの本心を聞いたことで、それまでの態度を一転して2人の結婚を認める。また、自分のことを「お義母さん」ではなく「しーちゃん」と呼んでほしいと暢子に伝える。
和彦が賢秀と暢子を助けるために乱闘騒ぎに介入したことで記者を解雇された際は親類の営む会社への再就職を勧め、フリージャーナリストになりたいという和彦の決断には将来性が乏しいことから反対する。
暢子が沖縄料理店「ちむどんどん」を開店した後は、経営難に苦しむ暢子を励まし、杉並に通って孫の健彦の面倒も見る。暢子が山原村へ旅立つ時、別れを描いた中原中也の詩「別離」を贈る。
岩内波子（いわうち なみこ）
演 - 円城寺あや
長年、青柳家に仕える家政婦。
毎日暢子が青柳家に届ける弁当の美味しさに感動する。

#### アッラ・フォンターナ
銀座にある高級イタリア料理店。店名は「泉にて」という意味のイタリア語。これはドイツの思想家フリードリヒ・ヴィルヘルム・ニーチェの著書「Die fröhliche Wissenschaft」の中の一文、「汝の立つ処深く掘れ、そこに必ず泉あり」に由来する。
大城房子（おおしろ ふさこ）
演 - 原田美枝子（若き日の房子：桜井ユキ）
「アッラ・フォンターナ」の創業者で、従業員には妥協を許さず厳しく接するが、それも彼らや顧客を思ってのことである。
鶴見生まれの沖縄二世。戦後の闇市から始めて様々な料理を提供し続け、ミラノで修行した経験を持つ。かつては鶴見の沖縄県人会に所属していた。鶴見の沖縄県民らの間では「鼻っ柱の強い金の亡者」と悪評されている一方で、二ツ橋は「心の中は愛情であふれているのに素直に表現できず、誤解されやすい性格」「美しく、優しく、知性と気品に溢れた素晴らしい女性を他に知らない」と評している。
屋台で飲食店を営業中に客に絡まれている際に、止めに入った三郎と出会い恋に落ちる。周囲からいずれ結婚すると臆測される程の仲であったが、彼が家同士で決めた多江との結婚を決め、手切金を受け取り彼と別れ県人会を脱退する。以来、三郎とは疎遠になっていた。
鶴見の闇市で定食屋を営んでいた終戦直後、復員した甥（姉の息子）の賢三を受け入れる。店を手伝う賢三を息子の様に思い一緒に商売を続けようと誘うが、彼が沖縄に帰省したきり二度と戻らなかったことから裏切られたと思い込み、酷い内容の手紙を送った。1964年に賢三が急逝したことを知り、彼の子供のうちの一人を引き取りたいと優子宛に手紙を送る。
当初、暢子自身や「アッラ・フォンターナ」の従業員らには、暢子が親戚であることを教えず、1974年優子の証言で知られることとなる。また、自分が与えた様々な課題や修行を経て成長していく暢子が、賢三の時と同じく大切な存在になっていくことが怖いという本心を、1976年に挨拶に来た優子に漏らす。
三郎に対しては自分が裏切ったとの思いがあり、合わせる顔がないと会うことを頑なに拒んでいたが、暢子の披露宴で顔を合わせ、長年のわだかまりが解ける。
1985年に初めて沖縄を訪れ、「来てよかった」という感慨を語る。
二ツ橋光二（ふたつばし こうじ）
演 - 高嶋政伸
「アッラ・フォンターナ」の料理長。イタリア料理店（リストランテ・イタリアーノ）なのになぜか「シェフ」とフランス語で呼ばれる。暢子が初めて来店した際、彼女のウチナーグチが理解できず、彼女を「まさかやー様」と呼んだ。暢子が採用されてからは彼女を温かく見守り、適時アドバイスをした。
1965年頃には一度独立して店を持ったこともあるが、失敗して戻ってきた。房子に片想いし過去に求婚したこともあるが、理由を告げられた上で断られても彼女を慕い働き続けている。そのため、後述の退職を房子に告げて淡白な態度を取られた際には、やけ酒を呷り泥酔した状態で「あまゆ」を訪れ、そこへやって来た三郎と遭遇。「あんたのせいだ！あんたさえいなければ！」と罵り殴り倒した。
1975年、大洗で店を営む父の高齢を心配した母に後継を求められて退職届を提出するが、父と電話で直接話し、まだ大丈夫なことや中途半端で帰ってくるなと背中を押され、房子に退職を撤回してもらう。
1977年6月の早朝、堤防で釣りをしている最中に転落しそうに見えた子供を助けようとして両足を骨折し、1ヶ月入院する。入院直後に面会に来た房子からシェフ代行適任者を問われ、暢子を推挙する。
突然退職して店に大きな迷惑をかけた矢作と再会した際には「重たい荷物」を背負って再起を目指す覚悟を説き、独立後の暢子に、いったん立ち止まってもいいというアドバイスを送るなど、店を去った後輩料理人を見守る。
江川明（えがわ あきら）
演 - 城戸健太
「アッラ・フォンターナ」の料理人。店からの恩を仇で返した矢作を許せず、「ちむどんどん」の不振に悩む暢子を助けるために開かれた食事会（名目はオーナーの帰国祝い）でポルケッタを供した際に矢作の皿にだけわざと黒焦げの端切れ肉を乱雑に盛るという料理人にあるまじき嫌がらせをした。
長山安二郎（ながやま やすじろう）
演 - 渡辺翔
「アッラ・フォンターナ」の料理人。
桃木雄三（ももぎ ゆうぞう）
演 - 池田航
「アッラ・フォンターナ」の料理人。1978年、矢作と共に退職。その後別の店で働いていた時に常連客から洋風居酒屋の経営に誘われ、矢作に共同経営の話を持ち掛けたが、彼は暢子の店のために力を尽くすと決めており、この誘いを断った。
玉島雅弘（たましま まさひろ）
演 - 櫻井圭佑
「アッラ・フォンターナ」の料理人。1978年、矢作と共に退職。その後の消息は不明。
山辺貞雄（やまべ さだお）
演 - 阿岐之将一
「アッラ・フォンターナ」のホール・スタッフ。
料理人
演 - 赤也平
「アッラ・フォンターナ」の料理人。
料理人
演 - 篠木隆明
「アッラ・フォンターナ」の料理人。

#### 『ちむどんどん』
矢作知洋（やはぎ ともひろ）
演 - 井之脇海
生年月日は1949年11月24日で江東区在住。元はフォンターナの料理人だった。
フォンターナ在籍時代は、料理人としての才能は優れていたが、司令塔の器ではなく、花形ポジションの「ストーブ前」に抜擢されるや大混乱に陥って、外された。
性格は典型的な「いじめっ子」であり、後輩の暢子の知識・経験不足、琉球訛りをバカにしたり、房子の親戚である彼女に嫉妬し、執拗に陰湿な虐めを繰り返した。ただし、暢子が作った料理を食べた際には真っ先に「うめえ！」と褒めるなど、料理人の矜持を持った無頼漢として描かれている。
房子やと二ツ橋が常に説いていた「お客様の笑顔」を内心ではバカにしていた。
1978年、長年続く雇われ料理人の待遇に嫌気が差し、玉島と桃木を誘い事務所に退職届を残し、出勤しなくなる。その後は、麻布の一等地に自分の店を出すも、高額な初期投資に加え客足も伸びず、権田興業に多額の借金を抱える。退職金の支給を求めて再びフォンターナに現れるも房子が不在のため立ち去る。後日、夜中に店に空き巣に入って売り上げ金と店の権利書を盗み、権田に借金の肩代わりにと渡し失踪する。
翌年、「あまゆ」に近い飲食店で無銭飲食の後、食べた分を働かせてほしいと申し出たところ、食い逃げだと袋叩きにされる。そこで暢子と再会し、その後周囲の説得を受けたこともあって、暢子が新しく立ち上げた沖縄料理の店『ちむどんどん』で働くことになる。
猪突猛進で無計画な暢子に度々苦言を呈しながらも、常に彼女を支える存在となり、『ちむどんどん』が一時休業を余儀なくされた際にも、退職をせずに暢子のために力を尽くす決意を告げる。味の改良を経て再オープンし、人気店となった『ちむどんどん』の料理人として暢子を支える重要な仲間となった。そして、自分が料理人として再起する機会を与えてくれた暢子に対し、今までの非礼に対する謝罪と感謝を述べる。
1984年、暢子が故郷の沖縄へ家族揃って移住することに伴い、『ちむどんどん』の経営を妻の佳代と共に引き継ぐ。送別会の席では、改めて暢子に深い感謝の言葉を贈った。1985年では、『ちむどんどん』を佳代と共に経営し、経営状態も順調であることが語られている。
矢作佳代（やはぎ かよ）
演 - 藤間爽子
矢作の妻。失踪した矢作とフォンターナで再会し、料理人として再起するよう説得する。
『ちむどんどん』を夫が引き継いで以降は、共に経営を支えている。
従業員
演 - 野平駿

#### 東洋新聞社
田良島甚内（たらしま じんない）
演 - 山中崇
東洋新聞社 学芸部デスクであり正義感と知見を誇るジャーナリスト。 和彦や愛の上司であり「アッラ・フォンターナ」の常連。皮肉屋でもある一方で、目配りと愛情を忘れず、窮地の和彦のために裏で房子に協力を得たりなど奔走する。将来に悩む和彦や愛に助言をする。
東洋新聞社で短期間働いた暢子とも縁があり、暢子が新しく立ち上げた沖縄料理店「ちむどんどん」での試食に協力したり、開店後初めての客として訪れたりしている。
天城勇一（あまぎ ゆういち）
演 - 金子昇
東洋新聞社 論説委員。
大野愛（おおの あい）
演 - 飯豊まりえ
東洋新聞社 学芸部記者。青柳和彦の同僚で恋人。
1978年、両親に急かされたこともあり、和彦と婚約する。しかし、同時期に自身が企画したファッション関連の特集が採用され自身の夢の実現に近づいた矢先に、両親から結婚後は仕事を辞め専業主婦になるよう要望されることに悩み、結婚に対して煮え切らない和彦の態度や、更に和彦と暢子の距離の近さに複雑な思いを抱く。
最終的に和彦から婚約解除の話をされて承諾し、以前より和彦の本心に気づいていたことや移籍先の『東洋グラフ』からの依頼で夢であったパリに渡る旨などを綴った手紙を渡す。
なお、別れた理由については、公式ホームページの登場人物紹介で「パリでファッションの担当記者として活躍していきたいという夢をかなえるため」と説明されている。
竹園（たけぞの）
演 - 吉田悟郎
東洋新聞社 学芸部記者。
野中（のなか）
演 - 目次立樹
東洋新聞社 学芸部記者。
笹森哲也
演 - 阪田マサノブ
東洋新聞社 編集局長。
営業部長
演 - 川守田政人
東洋新聞社 営業部長。

#### その他の東京の人々
安里会長
演 - 具志堅用高
賢秀が一時期所属したボクシング・ジムの会長。試合を放棄して逃げ出した賢秀を訪ねてきた暢子に、「人生のリングからは降りるな」と伝えるよう言い残す。
ボクシング・ジム トレーナー
演 - 本宮泰風
急にジムをやめた賢秀に憤慨していた。
安田（やすだ）
演 - 島英臣
「アッラ・フォンターナ」の客。
安田（やすだ）夫人
演 - 石井麗子
「アッラ・フォンターナ」の客。
淀川晴夫（よどがわ はるお）
演 - 本田博太郎
演劇評論家。
イタリア料理や文化に詳しい。「アッラ・フォンターナ」に客として訪れた際に接客した暢子の知識不足に呆れたが、東洋新聞社でのアルバイトを経て復帰した暢子の成長ぶりを認め、「これからも頑張りたまえ」と応援した。4年後、暢子が作ったミネストローネを「12年通った中で一番美味しい」と絶賛した。
大学教授
演 - 大塚芳忠
専門である西洋文化史を、房子に対して教えるなど、親交がある。
雑誌記者
演 - 伊原農
東洋グラフの記者。田良島の紹介で、1974年11月に「アッラ・フォンターナ」の取材に訪れる。
看護婦
演 - 篤見澪
歌子が検査を受けた病院の看護婦。
カップル
演 - 黒藤結軌、千田美智子
「アッラ・フォンターナ」に来店するが、和彦と笹森がもみ合いしているのを見て、すぐに帰ってしまう。
記者
演 - 海保優
1978年4月に「アッラ・フォンターナ」で暢子を取材した記者。
大野豊（おおの ゆたか）
演 - 渡部遼介
愛の父。
大野富子
演 - 正木佐和
愛の母。
西郷久雄
演 - 高木渉
フォンターナの客。
西郷めぐみ
演 - 新井美羽
久雄の娘。
高石真知子
演 - 手塚真生
久雄の再婚相手で看護師。
権田正造（ごんだ しょうぞう）
演 - 利重剛
月島の中小企業「権田興業」の代表者。弁護士も手出し出来ないほどのしぶとい悪徳ぶりから、巷では「月島のスッポン」と呼ばれている。
矢作が盗んできたフォンターナの権利書を1000万円で買い取るか、みかじめ料代わりに権田興業が扱う絵画と観葉植物を店内に置く取引を房子に持ちかけるも拒否されたため、部下を遣いフォンターナに幾度も嫌がらせをする。
実は三郎にはシベリア抑留時に助けられ、彼に対して恩義があった。三郎がフォンターナの関係者と察して店から手を引くことにする。
権田の部下
演 - 蔵原健、髙山純平、寺岡悠貴
建設業者
演 - 髙木朋広
棟梁。元請業者とのトラブルを三郎に解決してもらう。
クレーム客
演 - 平家秀樹、鈴木康平
「アッラ・フォンターナ」の客。店内のトイレでスーツが破けたと文句を言い、房子を脅して出ていく。
客
演 - 史歩、鈴木智久
「アッラ・フォンターナ」の客。クレーム客に恐怖を感じ、次々と店を出ていく。
弁護士
演 - 戸田圭一郎
「アッラ・フォンターナ」に対する嫌がらせに関して房子に相談された弁護士。明らかな恐喝や暴力行為が認められない限りは警察に通報しても経過観察扱いになるだけだと話す。
客
演 - 松嶋健太、長島竜也
「アッラ・フォンターナ」の客。他の客の前で店の接客や料理に関して暴言を吐き、二ツ橋を憤慨させる。
客
演 - 山脇辰哉
「アッラ・フォンターナ」の客。嫌がらせで、1円玉のみで会計を済ませようとする。
編集者
演 - 仲田育史、久保貫太郎
料理人
演 - 諸見里大介
杉本久雄（すぎもと ひさお）
演 - 元木雁二朗
編集者
演 - 持永雄恵
吉岡（よしおか）
演 - 池畑達也

### 鶴見の人々
平良三郎（たいら さぶろう）
演 - 片岡鶴太郎（若き日の三郎：田中偉登）
鶴見生まれの沖縄二世。鶴見の沖縄県人会会長も務め、鶴見の沖縄出身者たちから何かと頼りにされている。
父親が実業家のため、学校に通わせてもらえるなど裕福な環境で育つ。屋台の飲食店の店主だった房子に一目惚れし、相思相愛となるが、家柄の違いから反対する親や周囲の声に逆らえず、親が決めた縁談で多江と結婚した。多江と結婚後に出征し、シベリア抑留時には権田をはじめ多くの日本人を守った。
1972年5月、賢秀を探して鶴見区に来たが見つからずに途方に暮れる暢子に気前良く蕎麦を振る舞い、自宅に宿泊させる。また、房子宛に暢子の紹介状を書いたり「あまゆ」の下宿の仲介をするなど、色々と面倒を見る。
1941年頃、鶴見に来た賢三から沖縄民謡を教わっていた。
平良多江（たいら たえ）
演 - 長野里美（若き日の多江：和内璃乃）
三郎の妻。沖縄県人会をサポートしている。三郎同様、沖縄出身の両親を持ち、県人会には親の代から所属している。
三郎とは見合い結婚。戦時中は出征した三郎に代わり、鶴見の沖縄県人の面倒を見た。
暢子が杉並で長男の健彦を出産した後は、重子と交代で健彦の面倒を見る。
金城順次（かねしろ じゅんじ）
演 - 志ぃさー（藤木勇人）
暢子の下宿先の大家。
鶴見で沖縄料理居酒屋「あまゆ」を営む。
金城トミ（かねしろ とみ）
演 - しるさ
順次の娘。
友利健男（ともり たけお）
演 - 与座よしあき
「あまゆ」の常連客。
渡嘉敷治（とかしき おさむ）
演 - ゆっきー
「あまゆ」の常連客。
山城栄吉（やましろ えいきち）
演 - しゅうごパーク
「あまゆ」の常連客。
与那覇平太（よなは へいた）
演 - たーにー
「あまゆ」の常連客。
宮良伸吾（みやら しんご）
演 - 小橋川建
「あまゆ」の常連客。
友利ヒロシ（ともり ひろし）
演 - 助川真聖（幼少期：番家天嵩）
健男の息子。
酔客
演 - 長内和幸、相川裕滋
鶴見で行方不明になった賢秀を探す暢子に絡んだ酔っ払い。
通行人
演 - 征矢学
鶴見で行方不明になった賢秀を探す暢子に話しかける男。
安孫子ヨシ（あびこ よし）
演 - 大島蓉子（戦後直後：稲村梓）
屋台のおでん屋。親の代から鶴見に住んでいる。戦時中の空襲で夫を亡くし、息子のタケシと2人で食べるものに困っていた頃に房子に出会い、おでんを貰ったことから恩人として慕っている。また、三郎とも縁があり、「若社長」と呼んでいる。
息子の会社が倒産したため自分の食い扶持を稼ぐために屋台を始めるも、売上は伸びず苦戦する中、房子から暢子を紹介される。腰痛の気がある。そのため、房子のことで文句を言う暢子に本気で注意した。口癖は「ヨッコイショウイチ」（横井庄一）
サラリーマン
演 - 村澤寿彦、中嶋ベン、野口俊丞、伊藤亜斗武
ヨシが経営するおでん屋の客。
客
演 - 水野直、佐藤文吾
ヨシが経営するおでん屋の客。
不良
演 - 阿邊龍之介、宇田川宰
和歌子をナンパしようとしていた男。彼女を守ろうとした賢秀と喧嘩になる。
坂田学（さかた まなぶ）
演 - 安井順平
鶴見北西信用金庫の人物。
労働者
演 - 石川貴大
ヨシが経営するおでん屋の客。
料理人や客
演 - 原田大介、平良太宣、鈴木兵太郎
レストランで食い逃げをしようとしていた矢作を取り押さえる。
通行人
演 - 川末敦
ママ
演 - 桑原裕子
ホステス
演 - 蒼木るい
通行人
演 - 興津正太郎、荒川浩平
客
演 - 細井学、田口主将
マスター
演 - 勝矢
巡査 / 作業員
演 - 池田倫太朗 / 高橋みのる
藤田（ふじた）
演 - 古舘寛治
客
演 - ジョン・カビラ、川平朝清、川平羽夏

### 猪野養豚場の人々
賢秀が流れ着いた、千葉県の養豚場。
猪野寛大（いの ともひろ）
演 - 中原丈雄
養豚場の経営者。
養豚場に流れ着いた賢秀に頼まれ、金を前貸しする。
猪野清恵（いの きよえ） → 比嘉清恵（ひが きよえ）
演 - 佐津川愛美
寛大の娘。
強気で負けず嫌いな性格で賢秀とは度々口論になっているが、彼が就職活動に失敗して戻ってきた際には捻くれながらも食事をもてなすなど、気にかけている。離婚歴があり、元夫とトラブルを起こし一時期養豚場を飛び出して東京のクラブで住み込みでリリィの名で働いていたが、暢子の店の前で賢秀と偶然に再開し、一緒に実家の養豚場へ戻ることを説得し養豚場に戻りその後賢秀と結婚し、1児をもうける。
演 - 浅川大治
賢太の息子。

### 戦時中・終戦直後の人々
タケシ
演 - 番家一路
ヨシの息子。戦時中の空襲で父親（ヨシの夫）を亡くし、ヨシと2人で食べるものに困っていた頃に房子に出会い、おでんを食べさせてもらう。働いていた会社が倒産したため、母親であるヨシが食い扶持を稼ぐために屋台を始めることになる。
大城智子
演 - 花岡すみれ
房子の妹。戦中、身重の体で姉の房子の屋台を手伝っている時に流産。空襲で亡くなる。
与那城時恵
演 - 大城ゆう妃
優子の姉。琉球舞踊が得意。本土での空襲により、優子と秀夫とはぐれ、両親を敵の機銃掃射により失う。そのあと小屋に隠れ瀕死の状態で倒れているところを大里五郎夫妻に発見される。最後の力を振り絞って優子への言葉を大里に託したあとに息を引き取る。
与那城秀夫
演 - 阿久津慶人
優子の弟。戦火の中で両親と時恵とはぐれ、優子と共に転々とするが、終戦を迎えた後には衰弱して亡くなる。
親戚
演 - 平良大
愚連隊
演 - 長田拓郎、村本明久
闇市で屋台を営む房子にからみ、三郎に追い払われる。
平良三郎の父親
演 - 宮崎重信
実業家であり、沖縄出身者の仕事の世話をしたりアパートを借りるための保証人になるなどの活動をしていた。三郎には裕福な環境を与えていたが、そのような生活を嫌っていた若い頃の三郎とは喧嘩をすることが多かった。

### その他の人々
アナウンサー
声 - 中村章吾
行司
声 - 東正実
我那覇良昭（がなは よしあき）
演 - 田久保宗稔
詐欺師。「我那覇商事株式会社 社長」を称して賢秀に接近。「琉球政府に太いパイプを持ち極秘情報を知っており、今なら1ドルを720円に交換出来る」との虚偽の儲け話を持ちかけ、賢秀から金を騙し取る。その後東京で賢秀と再会。両替話の件は自身も被害者であると述べ、彼を誘い健康食品「紅茶豆腐」の販売事業を始める。売れ行き不振の打開策、更には事業拡大に繋げるべく商品のテレビ・コマーシャルを流すと話しその制作費の不足分として賢秀に15万円を出捐させるが、程なく「身内の不幸のためしばらく東京を離れる」、「金は貸しておいてくれ」と書置きを残して行方を眩ます。
その後賢秀と再会した際には、栄養ドリンクを商材とした連鎖販売取引に勧誘するが、配当金が支払われないために本部に乗り込んだところ、後から乗り込んできた賢秀が乱闘を起こし、どさくさに紛れて姿を消す。
アレッサンドロ・タルデッリ
演 - パンツェッタ・ジローラモ
イタリア料理店「チリエージョ・タルデッリ」オーナーシェフ。後述の通り日本に長く滞在していた過去から、日本語を流暢に話せる。
大のマスコミ嫌いで当初和彦からの取材交渉も断るが、兄弟弟子の知り合いである大城が仲介し取材に応じる。東洋新聞の人気記事「我が生涯最後の晩餐」のため和彦がインタビューした際、人生最期に食べたい物を和彦から質問され、イタリア北部のミラノ出身者にも関わらず南部・ナポリ料理のピッツア・マルゲリータとだけ答える。
第二次世界大戦中に日本に抑留され、終戦直後にアメリカ軍の基地で料理人として働いていた時に一人の日本人女性・歌川光子と出逢い恋に落ち結婚も考えていたが、周囲の反対で結婚は叶わず単身帰国したつらい思い出があったことが、田良島の指示による和彦の再調査で判明し、ピザは彼女と毎日残り物を分け合って食べた思い出の料理であることも明らかとなる。
歌川光子（うたがわ みつこ）
演 - 原舞歌（写真）
タルデッリの恋人。
多田直美（ただ なおみ）
演 - 安野澄
1978年に猪野養豚場に飛び込み営業に来たトイレタリー商品の訪問販売員。
賢秀に一目惚れされ、彼に大量に商品を購入してもらったり、あまゆへの食事に連れて行ってもらうが、彼に「アッラ・フォンターナ」へ食事に誘われた際に樋口や同僚らと同行し、樋口と婚約中であることを打ち明ける。
樋口（ひぐち）
演 - 塙宣之
直美の勤務先「葉生」の社長。
直美が賢秀に「アッラ・フォンターナ」に誘われた際に同行し、彼女と婚約中であることを明かす。
社員
演 - 高橋義和、尾畑美依奈
直美の勤務先「葉生」の社員。直美や樋口と共に「アッラ・フォンターナ」で食事をする。
水国和歌子（みずくに わかこ）
演 - 駒井蓮
青森出身の女性。
勤務していたおもちゃ工場が倒産し、帰郷の交通費も無く途方に暮れる中、暴漢に絡まれるところを賢秀に助けられ、三郎らの厚意であまゆの空き部屋に身を寄せることとなる。
賢秀に一目惚れされるが、沖縄角力大会の手伝いをする最中に現れたタケシと婚約中であることを打ち明ける。
読者
声 - 原章子
愛の書いた特集記事に対して感謝と投書を送る。それを読んだ愛は感涙する。
タケシ
演 - 山下航平
和歌子の同郷の婚約者。
黒岩（くろいわ）
演 - 木村了
「ジャイアントビタミン商事株式会社」のボス。
洋食屋店主
演 - ぶっちゃあ
雇ってもらうよう土下座して頼む矢作を断る。
涌井（わくい）
演 - 田邊和也
清恵の元夫。
アナウンサー
声 - 吉田孝
賢秀が『あまゆ』で暢子の作った料理を食べながら聴いていたラジオの競馬中継のアナウンサー。
幹部
演 - 一ノ瀬ワタル、岡田卓也
「ジャイアントビタミン商事株式会社」の幹部。
ホテル社員
演 - こにわ、湯浅浩史
大里五郎（おおさと ごろう）
演 - 草刈正雄
大里悦子（おおさと えつこ）
演 - 草刈麻有

## スタッフ
- 作 - 羽原大介
- 脚本協力 - 新井静流
- 音楽 - 岡部啓一、高田龍一、帆足圭吾[196]
- 主題歌 - 三浦大知「燦燦」[9]
- 語り - ジョン・カビラ[4][注 25]
- 副音声解説 - 山崎健太郎
- タイトルバック - 森江康太[197]
- ロゴデザイン - 小杉幸一[164]
- 風俗考証 - 天野隆子
- 民俗学考証 - 新谷尚紀
- 医事考証 - 西谷昌也
- 産科考証 - 杉本充弘
- 新聞考証 - 武藤洋一
- 服飾文化考証 - 北方晴子
- イタリア料理考証 - 室井克義
- イタリア料理指導 - 松本晋亮
- フードコーディネート - 吉岡秀治
- 料理監修 - 吉岡知子
- 沖縄ことば指導 - 藤木勇人、今科子、シーサー玉城
- 三線指導 - 加藤幸子
- 琉球舞踊考証 - 志田房子
- 琉球舞踊指導 - 志田真木
- サービスマナー指導 - 森良子
- 所作指導 - 花柳寿楽
- 芭蕉布制作考証 - 平良美恵子
- 芭蕉布制作指導 - 戸屋好江
- 沖縄とうふ指導 - 大城光
- 養豚指導 - 櫻井保、堀江光洋
- 青森ことば指導 - 高谷智子
- あやとり指導 - 野口とも
- アクション指導 - 中川邦史朗
- ランニング指導 - 須合拓也
- 制作統括 - 小林大児、藤並英樹
- プロデューサー - 高橋優香子、松田恭典
- 展開プロデューサー - 川口俊介
- 演出 - 木村隆文、松園武大、中野亮平 ほか

## 放送日程
放送日は全て、2022年。
サブタイトルには、原則としてその週のエピソードに関わる食材や料理の名称が付帯する（第15・25〈最終〉週を除く）
全125回の平均視聴率は15.8％。前作『カムカムエヴリバディ』の17.1％を1.3ポイント下回り、放送開始時間が午前8時に変更になった2010年前期『ゲゲゲの女房』以降の25作品のうち最低となった。16％を割る低水準は、2009年後期『ウェルかめ』の13.5％以来、約13年ぶりとなった。ただし、歴代作品の平均視聴率としては、2008年度前期『瞳』の15.2%を下回らなかったため、12年ぶりの歴代ワースト3更新は免れた。また、10月11日には総合視聴率が発表され、関東で21.1％、関西で21.7％、そして舞台地・沖縄では26%となり、東京制作ながら関西視聴率の方が僅かながら高かった。
| 週                                                                        | 回                      | 放送日                  | サブタイトル                         | 演出                    | 週平均視聴率            |
| 沖縄編（第1週 - 第5週）                                                   | 沖縄編（第1週 - 第5週） | 沖縄編（第1週 - 第5週） | 沖縄編（第1週 - 第5週）              | 沖縄編（第1週 - 第5週） | 沖縄編（第1週 - 第5週） |
| ------------------------------------------------------------------------- | ----------------------- | ----------------------- | ------------------------------------ | ----------------------- | ----------------------- |
| 1                                                                         | 01 - 05                 | 04月11日 - 04月15日     | シークワーサーの少女                 | 木村隆文                | 16.3%                   |
| 2                                                                         | 06 - 010                | 04月18日 - 04月22日     | 別れの沖縄そば                       | 木村隆文                | 15.8%                   |
| 3                                                                         | 011 - 015               | 04月25日 - 04月29日     | 悩めるサーターアンダギー             | 木村隆文                | 15.7%                   |
| 4                                                                         | 016 - 020               | 05月02日 - 05月06日     | 青春ナポリタン                       | 松園武大                | 14.5%                   |
| 5                                                                         | 021 - 025               | 05月09日 - 05月13日     | フーチャンプルーの涙                 | 松園武大                | 15.2%                   |
| 東京・鶴見編（第6週 - 第24週）                                            |                         |                         |                                      |                         |                         |
| 6                                                                         | 026 - 030               | 05月16日 - 05月20日     | はじまりのゴーヤーチャンプルー       | 木村隆文                | 15.4%                   |
| 7                                                                         | 031 - 035               | 05月23日 - 05月27日     | ソーミンチャンプルーVSペペロンチーノ | 松園武大                | 16.2%                   |
| 8                                                                         | 036 - 040               | 05月30日 - 06月04日     | 再会のマルゲリータ                   | 中野亮平                | 15.8%                   |
| 9                                                                         | 041 - 045               | 06月06日 - 06月11日     | てびち!てびち!てびち!!               | 大野陽平                | 16.4%                   |
| 10                                                                        | 045 - 050               | 06月13日 - 06月18日     | あの日、イカスミジューシー           | 木村隆文                | 16.0%                   |
| 11                                                                        | 051 - 055               | 06月20日 - 06月25日     | ポークとたまごと男と女               | 田中陽児                | 16.0%                   |
| 12                                                                        | 056 - 060               | 06月27日 - 07月02日     | 古酒（くーす）交差点                 | 松園武大                | 15.0%                   |
| 13                                                                        | 061 - 065               | 07月04日 - 07月09日     | 黒砂糖のキッス                       | 中野亮平                | 14.9%                   |
| 14                                                                        | 066 - 070               | 07月11日 - 07月16日     | 渚（なぎさ）の魚てんぷら             | 木村隆文                | 15.9%                   |
| 15                                                                        | 071 - 075               | 07月18日 - 07月23日     | ウークイの夜                         | 木村隆文                | 15.9%                   |
| 16                                                                        | 076 - 080               | 07月25日 - 07月30日     | 御三味（うさんみ）に愛をこめて       | 中野亮平                | 16.0%                   |
| 17                                                                        | 081 - 085               | 08月01日 - 08月05日     | あのとき食べたラフテーの             | 松園武大 寺﨑英貴       | 16.4%                   |
| 18                                                                        | 086 - 090               | 08月08日 - 08月12日     | しあわせのアンダンスー               | 木村隆文                | 16.1%                   |
| 19                                                                        | 091 - 095               | 08月15日 - 08月19日     | 愛と旅立ちのモーウイ                 | 松園武大 寺﨑英貴       | 15.6%                   |
| 20                                                                        | 096 - 100               | 08月22日 - 08月26日     | 青いパパイアを探しに                 | 中野亮平                | 15.6%                   |
| 21                                                                        | 101 - 105               | 08月29日 - 09月02日     | 君と僕のイナムドゥチ                 | 田中陽児                | 16.0%                   |
| 22                                                                        | 106 - 110               | 09月05日 - 09月09日     | 豚とニガナは海を越えて               | 木村隆文 内田貴史       | 16.0%                   |
| 23                                                                        | 111 - 115               | 09月12日 - 09月16日     | にんじんしりしりーは突然に           | 中野亮平                | 16.3%                   |
| 24                                                                        | 116 - 120               | 09月19日 - 09月23日     | ゆし豆腐のセレナーデ                 | 松園武大                | 16.4%                   |
| 沖縄編（第25〈最終〉週）                                                  |                         |                         |                                      |                         |                         |
| 25〈最終〉                                                                | 121 - 125               | 09月26日 - 09月30日     | やんばる!ちむどんどん!               | 木村隆文                |                         |
| 期間平均視聴率：15.8%（ビデオリサーチ調べ、関東地区・世帯・リアルタイム） |                         |                         |                                      |                         |                         |

### 放送時間変更・休止
- 2022年4月16日・23日（第1週・第2週総集編） - ロシア・ウクライナ戦争に伴う『正午のニュース』の放送時間拡大（12時 - 12時25分・12時20分以降は各地のニュース）に伴う特別編成のため、5分繰り下げ（12時50分 - 13時05分）。
- 2022年7月8日（第13週その5再放送）-  『正午のニュース』の放送時間拡大（奈良市大和西大寺で発生した「安倍晋三銃撃事件」）に伴う特別編成のため、当日午後は休止、翌日12時40分 - 12時55分に変更。これに伴い、翌日のウィークリーダイジェスト（再放送）も12時55分 - 13時10分に変更[226]。
- 2022年7月25日（第16週その1の再放送） - 京都府では、104回全国高等学校野球選手権京都大会の準決勝第2試合、乙訓高校対京都国際高校の試合中継のため、16時5分 - 16時20分に変更[227]。
- 2022年8月6日（第17週総集編） - 「広島平和記念式典」および「全国高等学校野球選手権大会の開会式」中継のため、午前7時45分 - 8時に変更。

### キャッチアップ放送
2022年4月30日・5月1日の未明に「ミッドナイトチャンネル・ウィークエンドセレクション・イッキ見ゾーン」枠内で第1 - 3週の本編15回分のキャッチアップ再放送が実施された。
- 2022年4月30日（29日深夜）1時15分 - 2時30分　第1週「シークワーサーの少女」5本分
- 同年5月1日（4月30日深夜）0時25分 - 2時57分（1時40 - 42分中断）　第2週「別れの沖縄そば」、第3週「悩めるサーターアンダギー」10本分

同年7月30日（7月29日）3時10分 - 4時11分・8月1日（7月31日深夜）3時27分 - 3時57分の同枠においても、第15週「ウークイの夜」本編5本分+週間総集編がキャッチアップ放送された。この週は沖縄戦の件を取り上げたエピソードであり、後述の8月1日22時から22時45分に生放送された「仲間由紀恵・黒島結菜 沖縄戦 "記憶"の旅路」の関連企画として特にキャッチアップ放送された。
また、2022年6月21日・6月22日のいづれも22時から22時45分に第1・2週の少女編「シークワーサーの少女」「別れの沖縄そば」をそれぞれ45分ダイジェストで再構成した特別編の放送が決定した。特別編ではすでに放送されたシーンに加え、未公開・新撮を含めた新たな視点を交えて、暢子ら比嘉家4兄妹の歩みを振り返るという。ナレーターは暢子=黒島が担当した。

### 総集編
2023年1月3日、総合・BS4Kにて放送。
- 前編：8時15分 - 9時38分
- 後編：9時45分 ｰ 11時8分

### ちむどんどんスペシャル
2022年11月6日12時から14時にBS4K生放送、11月12日21時から23時にBSプレミアム・4K（4Kは実質再放送）で放送された。当番組ではスピンオフドラマ「ちむどんどん外伝」として、比嘉家4兄妹のうち、歌子と賢秀をそれぞれブローアップした「歌子慕情編」「賢秀望郷編」の2編（各45分）を放送したほか、その間に、比嘉家4兄妹の座談会「4兄妹ゆんたく」を生放送された。2023年1月3日には、上記総集編に続けて、BS4Kで11時8分から13時10分に再放送実施

#### 出演者
- 歌子慕情編:上白石萌歌（語りも）、仲間由紀恵、川口春奈、黒島結菜、前田公輝、布施愛織、山路和弘
- 賢秀望郷編:竜星涼、仲間由紀恵、川口春奈、黒島結菜、上白石萌歌、筧美和子、山中崇、田中要次、髙嶋政伸、原田美枝子、（語り）ジョン・カビラ
- 両作品共通
  - 脚本:羽原大介、新井静流
  - 演出:内田貴史、田中陽児
  - 制作統括:小林大児、藤並英樹
- 生放送座談会・「4兄妹ゆんたく」:黒島結菜、竜星涼、川口春奈、上白石萌歌

## オープニング
今作のオープニングでは、月曜日のみ考証や指導などを担当したスタッフがクレジットされるようになった。
主題歌「燦燦」は、2番の歌詞のうち途中の部分をカットしたショートバージョンと、2番すべての歌詞のロングバージョンの2種類が使用された。
オープニングのタイトルは森江康太が担当したもので、ドラマの世界観をそのまま再現したコンピュータグラフィックアニメーションものになっている。主人公・暢子をイメージした描写はこのアニメーションの終わりに、劇中（実写）にも頻繁に描写されるシークワーサーをちぎって走る後ろ姿のみに登場する。映像中に描かれる花はオオゴチョウであり、「今作の朝ドラにぴったりの花言葉」が付いている。
また、一部の回を除きアバンタイトルから始めるが、東京制作の連続テレビ小説で初めてかつ現時点では唯一オープニングの最後に週のサブタイトルと当日の回数が表示される形式が特定の回以外で採用され、連続テレビ小説全体としては先述の形式で週のサブタイトルと回数を表示した最後の作品となった。
第5回（第1週その5）・第10回（第2週その5）・第25回（第5週その5）・第75回（第15週その5）・第90回（第18週その5）・第124回（最終週その4）・最終第125回（最終週その5）（第124回は木曜日放送分、他はいずれも金曜日放送分）はタイトルバックが割愛され、出演者の字幕と主題歌は第75・90・124回を除きエンディングで放送された。タイトルバックがある回は、アバンタイトルの有無にかかわらずオープニングタイトル「ちむどんどん」の右側に「連続テレビ小説」の字幕が入る（タイトルバックが割愛された特定の回はそれに加え、週のサブタイトルと当日の回数も表記される）。

## エンディング
エンディング5秒（平日）は、「わたしの沖縄」と題し、視聴者から寄せられた沖縄の風土・自然・食べ物・文化などに簡単なコメントを添えて紹介するコーナーを送っている。
また、前シリーズの『カムカムエヴリバディ』までは原則として土曜版（週間総集編）で行っていた次週の予告編は、BSでの土曜版が放送廃止となったため、金曜日の本編放送後にも行うようになった。これは2019年度後期の『スカーレット』以来3年ぶりで、週5作品になってからは初めて。土曜日にも放送されているが、こちらは金曜日に放送された予告編の映像（一部抜粋）にジョン・カビラがナレーションを入れているものである。
6月23日のエンディングでは、当日が沖縄戦の終戦記念日だったことにちなみ、沖縄出身の黒島（糸満市出身）と仲間（浦添市出身）が写ったエンディングカード（撮影場所：ひめゆりの塔）が紹介された。
9月27日のエンドカードは、原田美枝子（大城房子役）と仲間由紀恵（比嘉優子役）、9月30日のエンドカードは黒島結菜（青柳暢子役 「ありがとうございました…」とのコメント入り）だった。

## 作品の評価と反響

### 放送期間中の反響
本作品の放送期間中から、作品に対する批判的な反響が多く見られた。

#### SNS投稿における批判と過熱
- SNSで、主に指摘されるのが作中を通して繰り返し描写される、「登場人物の非常識な・または倫理観を疑われる発言[240][241][242]」「食べ物を粗末にする[243][244]」「犯罪行為を許してしまう、または報いを受けたりしない[245][246][247]」といった点であり、その他にも登場人物の金銭感覚や時代考証[注 29]に関することなど多岐に渡っている[248][249]。
- 放送開始から7週目となる2022年5月23日には、twitterで投稿される感想の中でも、公式のハッシュタグである「#ちむどんどん」よりも「#ちむどんどん反省会」の投稿数が多く、トレンドによく入るという記事が掲載された[250]。
- 一方で、2022年7月末に掲載された記事では、物語に対する好意的な声が寄せられる「#ちむどんどんする」タグについても言及され、両者の反応の違いや、タグの使用状況の分析が紹介された[251]。このタグが作られた経緯について、放送終了後の別の記事では、ドラマ肯定派は減少し、「#ちむどんどん」でも辛口の意見が多くなった[252]。
- SNSでの批判が過熱していく状況について、コラムニストの石原壮一郎は「ここ数カ月の『#ちむどんどん反省会』は、読んで心が浄化されるどころか、ネガティブな感情に包まれて気持ちが沈むだけ」とし、その状況について批判的に言及した[253]。
- SNSにおいての指摘についてNHK関係者は、写真週刊誌『FRIDAY』からの取材に対して、「反響をチェックし把握しているが、だいぶ先まで撮影が進んでいるために視聴者の声が作品の中身に反映されにくい」と回答した。なお、特別編や総集編は、本編では説明不足だった点の補足表現を加えたり、セリフを変更するなど一部を修正して放送されているが、これが「辻褄が合わないところは総集編で改ざんするのか」などといったさらなる批判を招いている[254][255]。
- この反響を受けての内容変更がうかがわれる事象として、8月22日の放送後に多江役の長野里美が自身のTwitterで「そうなのです。平良三郎と多江夫妻には子供がいたんです。それも複数…。たぶん皆仕事や結婚で家から出ています。三郎さん自身、このシーンが終わった後、『うちに子供がいたんだね！』と驚いていました…」と綴り、演じる役者自身も「初耳」だったという裏話を投稿した。しかし程なくしてこの投稿は削除され、再度「そうなのです。平良家には子供がいました。突然出て来た話なので、驚く方もいたのでは。もちろん私達は最初に知らされていました。初めて出て来た話だったので、スタジオでは『いたんだね！』なんて冗談を言ってましたけど」と投稿しており、子どもがいた設定を演者が知っていたか否かの事実関係が完全に異なっている発言に置き換わっている[256]。

#### 有識者や専門家による反響・評価
- 毎日放送の元プロデューサーであり、メディア評論家で同志社女子大学教授の影山貴彦は、毎日新聞の6月20日付コラムで「ストーリー展開が雑で安直に思える」、「作り手は演者の無駄遣いをしているようにも映る」と評している[257][258]。また、中日新聞社系の新聞に掲載された9月3日付コラムでは、「沖縄の日本復帰50年を記念して制作し、食をテーマに掲げていたはずだが、歴史は十分に描かれず、料理の魅力も伝わらない」と評しており、加えて「後付けのような設定も続出」、「感動させようとするストーリーが中途半端な花火のように上がっては消え、その繰り返しで強引に話が進む」、「登場人物の非常識さも際立つ」と指摘し、NHKに対し「受信料をもらっているNHKがSNSの炎上などに頼るべきではない」と厳しく論じた。最終回を視聴した後には、「このドラマの主人公は何でも偶然が幸運につながる。一方で大事なことは誰にも相談せずに決め、周りを振り回し続ける。これでは共感は呼べません」と述べた[259]。さらに10月12日配信のデイリー新潮において、9月21日にNHKメディア総局長が会見で「ご意見の全てがエール」と発言したことに対し、「不適切でしたね。視聴者にとっては思いを受け止めてもらえず、肩透かしを食った感じがしたのでは。こうした対応がまたネットでの炎上を生み、さらなる騒ぎを招いてしまったような気がします」と分析した[259]。
- イタリア料理文化研究家の長本和子[注 30]は、暢子が勤務するイタリア料理店の料理について、1970年代の日本ではペペロンチーノがあまり一般的ではなかった等、具体的に指摘している[260]。また、デイリー新潮の取材に対し、本作で生魚のカルパッチョが登場するもカルパッチョを魚介で作ったのは日本の落合務であり1980年代にイタリアへ伝わったものであることや、ボロネーゼはトマト伝来以前は赤くなく鶏肉で作った場合はボロネーゼではない、ビステッカ・アッラ・フィオレンティーナは骨付きが必須であるなど、メニューの調理方法や由来に関して間違いの多さを挙げ、イタリア料理に関する多くの誤解がドラマを通して広がることを危惧[261]。主人公の暢子についても厨房で堂々とメモをとる行為や、コック帽に髪をまとめず衛生的にあり得ないと指摘した。また、本作のイタリア料理考証を務める知人の室井克義にこれらの矛盾点について問い「助言してはいるんだけどね」と回答されたことを受け「制作側にイタリア料理に忠実であろうとする姿勢が足りないのではないかと感じる」「室井シェフの助言を受けて、正しいイタリア料理を登場させてほしい」と感想を述べた。NHK側は先述の長本の指摘に関するデイリー新潮からの取材に対し「オリジナルなストーリーに沿い、料理監修をはじめ、さまざまな分野の専門家に指導をいただきながら、NHKが総合的に判断して制作している」旨、回答している[262]。また、脚本の羽原とチーフ演出の木村は対談において料理の描写に関しそれぞれ「白状しますと、僕たちおじさん3人は料理の知識がまったくないんです」「僕にとって料理は『美味いか、不味いか』ではなく、『食べられるか、食べられないか』。そういうレベル」と発言している[263]。
- 視聴者から多くの指摘や疑問点、批判が挙がっている原因について、作家で五感生活研究所代表の山下柚実は「銀座の高級料理店」という設定でありながら料理人が床にひっくり返って料理をぶちまけたり予約なしに大勢押し寄せたりと大衆食堂のようである表現や、東京・銀座で働く主人公の料理人が片付けや仕込み等の仕事を終え、横浜・鶴見まで帰ってきてまた居酒屋の厨房で料理したり店で飲んだりする時間や余裕があるのかという物理的な距離感覚の粗雑さを指摘した上で「視聴者数は2000万人超であらゆる場所で放送されている朝ドラは『生活的文化的インフラ』となっているが、日本で暮らす多くの人々が一般的に共有している感性や慣習、常識である『最低限の約束は守る、礼儀は軽視しない、一生懸命物事に取り組む、清潔さ爽やかさが基本』が登場人物らに守られていない。フィクションだからしょうが無いと目をつぶるにしても毎日その様な理不尽が多く、日々自然に視聴できなくなっている」と考察している[264]。
- 文芸評論家の斎藤美奈子は、東京新聞の8月31日付けコラムにてNetflixで視聴できるドラマ『ウ・ヨンウ弁護士は天才肌』との比較を交えつつ「困難に遭遇しても偶然の力や周囲の好意で問題がすぐ解決するため、誰も反省も学習もせず、よって誰も成長しない」、「努力した人が報われる社会であってほしいという素朴な願いを暢子は裏切り、同じ願いにヨンウは答える」と評している。
- 放送コラムニスト、ジャーナリストの高堀冬彦は、8月18日配信のデイリー新潮において暢子のキャラクター像が視聴者をイライラさせている理由について、手作り弁当を重子に押し付けたり愛との約束を破るなどの行為を例に挙げ「（中学生くらいになったら誰でも求められる）忖度ができない、相手の気持ちを推し量ることができない子供のまま」と分析し、「たまにはイラッとするヒロインがいたっていいと制作者側は考えたのではないか」とした上で「それを受け入れるかどうかを判断するのは一人ひとりの視聴者である」と評している[265]。また、9月13日配信のデイリー新潮においては、「視聴者を釣り上げ、結末は薄い展開は理解不能」とし、不自然な偶然を多用するリアリティの無いストーリーを具体的に列挙し、批判した[266]。

#### 『あさイチ』司会陣の「朝ドラ受け」
- コラムニストの堀井憲一郎は、第20週までの『あさイチ』での朝ドラ受けを調査し、第7週以降から減少傾向になり、第10週からは「おそらくわざとではないか、という頻度で減らされていく」と分析した上で[注 31]、同時期から博多華丸の「お叱言」が厳しくなっていったとしている。堀井自身は「この朝ドラのもっともまずいところは、あの三角関係だったのではないか、と改めて思う」と述べている[267]。
- 次作『舞いあがれ!』の放送開始後は朝ドラ受けが「復活」し、本作の放送期間中の朝ドラ受けの減少についてNHK関係者は「前作は批判が多かったため、素直にツッコミすぎても角が立つし、無理に褒めると『忖度している』と、今度はあさイチに対してのクレームに繋がりかねず、局としても番組としても難しい対応を強いられていたと思います」と語った[268]。

#### 沖縄県での反響・評価
- 「やまとんちゅ」からは非難の声が特に多いヒロインの兄・比嘉賢秀は、舞台地の沖縄では好評価されている。
  - 地元紙の記者は「沖縄ではお墓を守る長男は特別な存在で、他県以上に甘やかす傾向が強い。また“なんくるないさー”という言葉は“正しいことをしていれば、なんとかなるさ”という意味だが、“なんとかなるさ”の部分だけを都合よく解釈して、その場しのぎで生きている男性も少なくない。地元の視聴者の間では“イライラするけど、どこか憎めない沖縄の長男を見事に演じきっている”と絶賛されている」と記しており[269]、賢秀と、彼を甘やかし過ぎている母・優子の人物像は、ドラマのために膨張させているとはいえ「当時の沖縄の家族」を忠実に描いているとされる。
- 沖縄の地方紙2社に2022年8月の時点までで本作への批判や苦言が書かれた記事は一切なく、主演・黒島結菜が出身の糸満市の當銘真栄市長は、彼女について「ヒロイン抜てきは本当にうれしい。出身の糸満もアピールしてほしい」と語っている[270]。
- 「やんばるチームどんどん協議会」當山清博会長によれば、1972年に本土復帰する前の比嘉一家の暮らしはリアルだったという[270]。
- 最終回が放送された9月30日は沖縄県各地でパブリック・ビューイングが行われ、山原村と同じく北部の国頭郡本部町では70人余りが集まり、何人かは放送中や終了後に感涙した。放送終了後のインタビューでは会場を訪れた地元の女性は「沖縄の景色がきれいに映し出され、料理や文化が全国の皆さんに伝わるのがよかったなと思った」また、暢子達と同世代に当たる70代女性は「私たちが50年前のころとドラマの内容が一緒で、懐かしくてすごく面白かった。朝の楽しみがなくなりさみしい感じもする」と話し、前述の當山会長は「この半年間、日々『ちむどんどん』が増していくようだった。『ちむどんどん』ということばを使う機会が増えたと感じる。ドラマをきっかけに、新しいやんばるのブランドを構築していきたい」と話した[271]。
- 沖縄県内でも、アメリカ関係に触れられなかったことやヒロインの演技に対しては批判的な見方が多く、沖縄問題に関して他人事のように描いていることを問題視する意見もある[272]。

### 放送終了後の評価
- 毎日の放送内容に関する豆知識を投稿した神戸市の沖縄関連本の専門店「まめ書房」は、加害者の立場である沖縄県外の人間が苦い過去や現状から背を向け、自分に都合の良い沖縄だけを描き、沖縄を苦しめた事実を家族愛や美しい風景で覆い隠すことを「欺瞞」だと指摘。「日本復帰から50年、それがまたも繰り返されたことがヤマトゥンチュとして情けなく、恥ずかしい」と嘆きつつ、優子の舞踊や歌子の歌はこのドラマの救いだった、とした[273]。
- 毎回のレビューを執筆した木俣冬は[274]、「沖縄戦を生き延びた者たちのその後の物語」という視点で、戦争経験を語る難しさから「本当に言いたいことは言葉にしない屈折」という羽原の作風に着目しつつも、遺骨収集活動を続ける老人の話を受けた暢子と和彦のプロポーズの場面に対する不謹慎な印象を挙げ、「なぜ、生き残った者たちから誕生した子どもたちが出会い恋することを素敵な物語にできなかったのか」と論じている[275]。
- コピーライターの境治は、noteで執筆された論考から、物語全体で「包摂」「ゆいまーる」が描かれているという見解について言及。その解釈を支持しつつ、制作陣はそのテーマをもっと明確に、洞察力がなくても伝わるような描き方はできたはず、と指摘している[276]。
- 文春オンラインでは、理想化されていない沖縄の人々（移住者の苦渋が投影された平良三郎、沖縄二世の大城房子など）を描き、沖縄戦の語り部を出演させ、米軍機の音を流したことは朝ドラの沖縄描写を前進させた、という論考が掲載された[277]。
- メディア文化評論家の碓井広義は、ドラマの大きな問題点として「ご都合主義のストーリー」と「共感できない人物設定」の2つを挙げたほか、沖縄に関する描き方にも疑問を呈し、「作り手側の『思い入れ』が感じられない、なんとも『粗雑な作り』だった」と論じた[278]。
- コラムニストの今井舞は、週刊新潮2022年10月12日号において、「最後までひどいストーリーでした」と断じた。最終回に主人公の妹が高熱で死線をさまよったシーンの後、「突如、場面が一気に40年後にワープしたのには腰を抜かしました」「そもそも妹が何の病気で、なぜ治ったのかがわからない」と述べた。親族に借金を繰り返していた主人公の兄が、40年後に借りた金を倍にして返済したことをナレーションだけで済ませたことについても、「その過程を描くのがドラマじゃないですか。この場面に象徴されているように、このドラマは人物の心の機微を一切描かず、重要な部分をすべてナレーションで説明している。シナリオ学校なら0点です」と批判した[259]。本作に対する意見へのNHKの対応も含め、「NHKが朝ドラを廃止するための深遠な作戦かと思いました」とも述べた[259]。
- 前述の朝ドラ受けの調査記事を掲載していたコラムニストの堀井憲一郎は、最終回のラストシーンについて、スタンダードな朝ドラは「主人公の未来は開いている、と終わるのがふつう」とした上で、「物語の輪が閉じた」「この先も続くほどのお話だったわけではない」と表現した。そして「大きな物語ではない、登場人物たちが何か大きなことをして何かが変わったということもなく、小さいお話なんだから、未来に向けて開いて終わる必要はないでしょう、という断りに見える」と分析した。自身の感想としては「コメディ部分があまりうまく機能しなかったのではないか」としている[279]。
- 2022年10月、次作『舞いあがれ!』が放送されてからは、その順調なストーリー運びを観た視聴者が、「ちむどんどん」のように突然不自然に挿入されるトラブルで登場人物たちが翻弄されるのではないかと身構え、疑心暗鬼になることを、Twitterのタグ「#ちむどんどん後遺症」を使って表現するようになった[280][281]。
- 2022年11月4日、2022ユーキャン新語・流行語大賞のノミネートが発表され、「#ちむどんどん反省会」が候補入りとなった[282]。NHKのニュースサイト「NEWS WEB」でも候補入りした旨が紹介された[283]。しかし、同年12月1日の表彰式では年間大賞・トップテン共に選出されず、受賞を逃した[284][285]。
- 「NHK みなさまの声にお応えします」の「週間みなさまの声（9月26日 - 10月2日）」によれば放送期間中に10,303件の反響が寄せられたとしており、肯定的意見として「どんな人も決して否定されることなく『何度でもやり直せる』というやさしく力強いメッセージに、何度もはげまされた」、否定的意見として「登場人物の行動がとても不自然で、リアリティーが感じられない。長年の朝ドラファンとしてとても残念」と紹介されている[286]。また、「月間みなさまの声 2022年10月」によれば、上記の内訳は好評意見806件（7.8%）・厳しい意見4,293件（41.7%）・問い合わせ4,316件（41.9%）・その他の意見888件（8.6%）であり、好評意見は10%に満たず、好評意見と厳しい意見の比率は約1:5.3となり厳しい意見が好評意見の5倍以上で全体の4割以上を占めた。なお同資料によれば過去5作における意見の平均比率は約1:1.5、厳しい意見の平均割合は約23.4%で、意見数のほぼ同じ前作「カムカムエヴリバディ」（10,363件）では約1:1.3、厳しい意見の割合は21.2%であった他、2019年前期の『なつぞら』以前の4作を含めても[287]厳しい意見の割合は40%はおろか30%を上回ったのが『半分、青い。』（8.2%対31.6%、意見比率1:3.8）のみで好評意見の割合も同作を下回り、本作に対する好評意見の割合の少なさ・厳しい意見の割合の多さ及び比率の大きさは過去作と比較しても突出している。その他受付内容の内訳は放送内容に対するものが6割近くを占め、意向種別の内訳（過去1年の全番組との相対比較）は好評意見1.1ポイントに対し厳しい意見23.8ポイントと過去1年間の番組の中でも極端に厳しい意見が多かったことが確認できる[288]。

## 制作者の声
- 原作の羽原は、9月2日付の『琉球新報』に単独インタビューで、批判の声がSNSで多いことについてどう受け止めているか？と訊かれると、かつて脚本を担当した映画『パッチギ！』を挙げながら「（これまでも）難しい題材を扱ったものも関わらせていただいて、さまざまな感想や、反響をいただいた。視聴者がどのような感想を持たれるか、見ていただいた方それぞれの思いはいろいろあると思う。」とし、「明日も頑張って生きていこう、今日も一日頑張ろうと思ってもらえるようなドラマ作りを一貫して目指しているとして、そこはぶれずに最後までやれた」と締めくくった[289]。
- 制作統括の小林大児CPは放送終了にあたってコメントし「（主演の）黒島結菜さんをはじめキャストスタッフ皆様、沖縄や横浜・鶴見など各地でご協力いただいた皆様、皆様のおかげでコロナ禍にさまざまな困難を乗り越えて最後まで全力で制作を終えられたことに心から感謝します。本当に多くの方々に、さまざまな時間やスタイルで『ちむどんどん』をご覧いただけたこと、うれしい気持ちでいっぱいです。ありがとうございました。皆様の心のどこかに、比嘉家の面々がいつまでも残ることを願っています。最終回では、暢子とその家族親戚たち大勢がマスクなしで集まり、幸せな時間を過ごしました。ドラマでは『202X年』としましたが、現実の世界で、私たちの暮らしの中で、それが2023年であることを、心から祈っています。」と述べ、親戚一同が集まって行われた晩年の優子の誕生会は「コロナの流行が過ぎ去り、心置きなく帰省し『家族』が待つ『ふるさと』に帰ることがまた、できるように」という制作スタッフの願いが込められ、本作のテーマを表すものとなった[290]。

### NHK内部の評価
- 本作がNHKの提供する視聴アプリ『NHKプラス』の利用者増加に貢献したとして高く評価され、本作の制作チームが局内表彰されたと報じられた[291]。
- 林理恵メディア総局長は9月21日の定例会見で、「厳しいご意見があることは承知しています」と発言。「どの番組にもいろいろなご意見が寄せられます。そのご意見の全てがエールだと思って、ありがたく思っています。」「（ヒロインの）暢子ちゃんがこの後どうなっていくのかご覧いただいて、毎日盛り上がっていただければと思います」と述べた[292]。
- NHK第23代会長の前田晃伸は、9月1日の定例会見において本作について「ストーリーについていけない」「人物に感情移入できない」など批判的な意見が集まり、一部で異質な盛り上がり方をしている点について問われると「私も毎回見ている。様々な意見があるのは承知している。ドラマなので、厳しいご意見もある。中には筋を変えろとかの意見もある。」との認識を示した上で、「ただ、ドラマということでご理解いただきたい。意見を頂きながらドラマは成長する。あと1カ月ほど放送はあるので、最後まで楽しんで頂ければと思います。」と述べた[293][294]。また、放送終了後となる10月6日の定例会見では「最後どういう結末になるのか心配していたんですけど、最後はある意味非常にハッピーな形で。沖縄のきれいな風景がずっと映っていて、非常にいいドラマだったと思う。」と述べている[295]。

## 備考

### 劇中曲
歌子役の 上白石萌歌（アーティスト名：adieu）がドラマ内で以下の曲を歌うシーンがある。
- 椰子の実（第5回をはじめ随所）
  - この「椰子の実」の上白石が歌ったバージョンが、Spotifyをはじめとする音楽配信サービスで配信リリースされている[296]。
- 翼をください（第15・38・39・70・89回）
- あの素晴らしい愛をもう一度（第16・24回）
- 芭蕉布（第25・124回）
  - 下地（演 - 片桐はいり）の三線の演奏で、歌子が歌うシーンがあった。
  - 上原（演 - 大工哲弘）の三線で共に歌った。
- てぃんさぐぬ花（第60・74回）
- 娘ジントーヨー（第65・101・116・119回）
- 浜千鳥（琉球舞踊－第122回）
  - 優子の舞踊の地謡を務めた。

サンセットバーガーのフォークダンスで演奏された。（演 佐藤芳明、世持鍊－第14回）
- 藁の中の七面鳥
- 青い山脈

上原照賢（演 大工哲弘）が実家を訪問し、歌子の前で演奏した。
- 月ぬ美しゃ（八重山民謡－第64回）

歌子が実家でレコードを聞くシーンで以下の曲がかけられた。
- 安里屋ユンタ（第96回）－八重山民謡唄者の世持桜の録音を使用

実家での宴会のカチャーシーで歌われた。
- 唐船ドーイ（第119・125回）
  - 砂川智が歌子にプロポーズした後に歌われた。（地謡 村人 演 - 東風平高根）
  - 優子の令和X年の誕生日に歌われた（三線 和彦、唄 歌子）

### 劇中に登場する主な沖縄ことば（ウチナーグチ）
- アイッ - しまった(驚いた時に用いる)
- アガッ - 痛い（転んだ時などに思わず発する言葉）
- あきさみよ - あらまぁなどの感嘆詞
- いんちき - うらやましい、いいな〜
- 〜しようね（しましょうね） - 〜する（します）
- じょーとー - 優れている、いいもの
- しんけん? - 真面目に言ってる?（まさかやと同意語。若者ことば）
- だからよ - 相鎚、同意など（文脈によって多種多様に意味が変わる）
- ちむどんどん - 興奮する、心が高鳴るさま
- ちゃーんならんさ - どうにもならない
- でーじ - ものすごく
- ニーニー - 兄ちゃん
- ニライカナイ - 海の向こうの理想郷、琉球地域では、死後の魂はここに行くとされる。
- ネーネー - 姉ちゃん
- はっさ - あぁ、もう（"はきさみよ"を短略した言い方。あきさみよと同意義語）
- ぼってかす - 馬鹿者
- まーさん - おいしい （でーじまーさん=とてもおいしい）
- まくとぅそーけー なんくるないさ - 正しい行いをしていれば、なんとかなる  (前半部分は省略されることもある)
- まさかや - 本当?
- ヤマトンチュ - 本土人
- わじわじ - いらいら、怒り

## 関連番組
- 「もうすぐちむどんどん」（総合：4月3日生放送、Bプレ：4月9日） ドラマの収録風景や舞台裏、出演者インタビューなど[298]。
  - 本放送前の30分バージョンのほか、5分バージョンもある。この5分版はその後ゴールデンウィーク中に『ちむどんどん放送中！』と改題の上で、一部5月以後放送のあらすじなど増補改訂した内容を放送している。
- 「きんくる 〜沖縄金曜クルーズ〜・“ちむどんどん”が待ちきれない!」（総合・沖縄県向け：4月7日生放送・8日再放送）ドラマの収録風景の取材や主演を務める黒島結菜へのインタビューなど[299]。
- 「まだ間に合う！ちむどんどん」（総合：5月22日生放送） 沖縄編のまとめと、東京・鶴見編の見どころを中心に、出演者インタビューなどを交えた番組[300]。
- 「上白石萌歌が行く!沖縄の大自然」（総合：3月27日初回生放送[301] その他随時5分再編集版も放送） 比嘉歌子役の上白石萌歌が、やんばる地方といわれる世界自然遺産・北沖縄の自然と、そこに住む野生動物などを取材した特別番組。
- 「小さな旅・こころ“ウチナーンチュ”〜横浜市鶴見区〜」（総合：2021年12月12日初回生放送=全国、再放送：1月19日=沖縄県向け、4月29日=全国放送）東京・鶴見編の舞台となる横浜市鶴見区のウチナータウンを山本哲也が取材し、そこに息づくウチナンチュの文化を探る紀行番組[302]。
- 「仲間由紀恵・黒島結菜 沖縄戦”記憶"の旅路」（総合：2022年8月1日22時 - 22時45分）※沖縄県では、9月ごろに、58分拡大バージョンを放送。出演：仲間由紀恵・黒島結菜（沖縄県出身）
- The Covers「サマースペシャル 〜納涼のうた〜」（総合：2022年8月4日22時 - 22時44分）歌唱ゲスト:上白石萌歌（adieu）

## 関連のイベント
- 舞台地リレートークショー（5月7日に2か所同日開催）
  - 沖縄編：万国津梁館 サミットホール ゲスト・片岡鶴太郎、藤木勇人[303]
  - 横浜編:横浜市役所アトリウム ゲスト・川田広樹
- 「そのお時間、NHKと。展」（2022年度改編の新番組紹介展示会）：3月28日 - 5月31日 NHKプラスクロス渋谷
  - Cゾーンにて当作品についての展示コーナーを展開。出演者等身大パネルとサイン色紙、ドラマのセット展示、黒島によるメッセージのビデオ上映他[304]
- 「ちむどんどん」展
  - オクマ プライベートビーチ ＆ リゾート: 2022年7月13日 - [305]
  - 道の駅許田 : 2023年2月18日 - 27日[306]
    - 登場人物の等身大パネルや、本作で使われた小道具等の展示。
    - 前者は2023年9月30日までの予定だったが、好評により延長している[307]。

## 書籍
- NHKドラマガイド「連続テレビ小説 ちむどんどん」NHK出版（羽原大介・著 NHKドラマ制作班・監修 NHK出版・編集） 
  - PART1 - 2022年3月30日、ISBN 978-4149235998
  - PART2 - 2022年7月25日、ISBN 978-4149236018
- 生活実用シリーズ「NHK連続テレビ小説 ちむどんどんレシピブック」 - 2022年5月27日・NHK出版（オカズデザイン・著 NHK出版・編集）、ISBN 978-4141993131
  - 劇中に登場する沖縄料理、イタリアン料理のレシピ集。
- 「黒島結菜 in ちむどんどん」 PHOTO BOOK - 2022年5月2日・東京ニュース通信社、ISBN 978-4867014295

## 受賞
- 第113回ザテレビジョンドラマアカデミー賞
  - ドラマソング賞（三浦大知「燦燦」）[308]
    - なお、受賞こそ逃したが暢子役の黒島は、主演女優賞の「読者票」、「ザテレビジョン記者票」、「審査員票」の全てトップ5にランクインした[309]。
- 第64回日本レコード大賞
  - 最優秀歌唱賞（三浦大知）[310]

## その他
- 2024年3月現在、マップアプリを除くグルメサイト等で内装や営業時間を公にしているものに限定すれば「ちむどんどん」という名の沖縄料理店は、東京都千代田区[311]と目黒区[312]、埼玉県富士見市[313]、群馬県前橋市[314]に、それぞれ1店舗ずつある。なお、大阪府堺市にもあるが、こちらはアイスクリーム店である[315]。
- もう一つの舞台となった神奈川県横浜市は、大河ドラマ『鎌倉殿の13人』とコラボ企画も展開し、NHK横浜放送局が『朝も神奈川。夜も神奈川』と題してポスターなどが掲出された[316]。
- 黒島結菜とその夫を演じた宮沢氷魚は、私生活においても2024年1月16日に事実婚であることを公表した[317]。